# Sochy na Karlově mostě

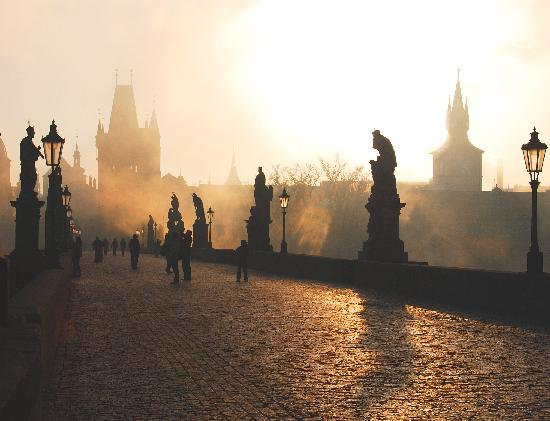
Siluety soch v podzimním oparu

Sochy na Karlově mostě tvoří neopakovatelnou galerii především barokních soch a sousoší pod širým nebem. Původně byla sochařská výzdoba soustředěna na Staroměstskou mosteckou věž, na mostě stál již od středověku (doloženo 1496) kříž a proti němu kamenná Boží muka, ke kterým pak přibyla socha Bruncvíka na zhlaví pilíře na Kampě.
Na konci 17. a začátku 18. století byl most vyzdoben dnešní alejí soch, která je pestřejší a monumentálnější než např. starší výzdoba Andělského mostu v Římě, nebo o něco mladší výzdoba Starého mohanského mostu ve Würzburgu. Sochy pochází od různých sochařů zlatého období českého baroka, k umělecky nejvýznamnějším patří sv. Luitgarda Matyáše Bernarda Brauna a celá řada soch Ferdinanda Maxmiliána Brokoffa. Z náboženského a ikonografického hlediska je nejvýznamnější socha sv. Jana Nepomuckého, která se spolupodílela na vzestupu kultu budoucího světce a stala se vzorem pro bezpočet jeho výtvarných zpodobnění.
Později, (hlavně v 19. století) byla menší část soch nahrazena novými a od 20. století jsou poškozené sochy a sousoší vyměňovány za tesané kopie.

## Historie

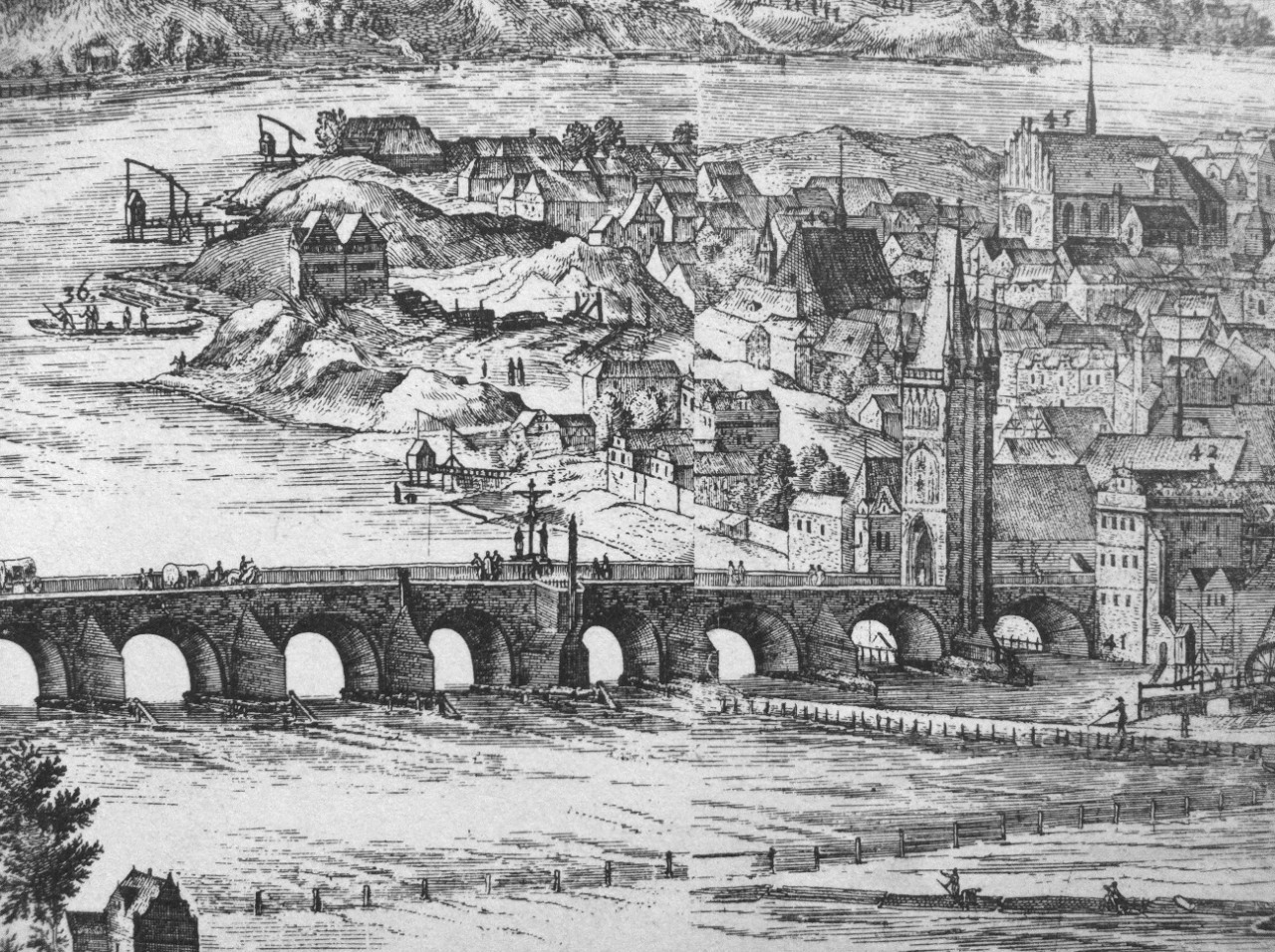
Ukřižování a Boží muka, ojedinělé sochy na mostě na Sadelerově panoramatu Prahy z počátku 17. století.

Již během výstavby prvních oblouků mostu byl na třetím pilíři umístěn kříž a proti němu kamenná Boží muka. Kříž byl později doplněn sochami Jana Evangelisty a Panny Marie. Údajně měla být na mostě do roku 1611 jezdecká socha Jiřího z Poděbrad, ale údaj je nespolehlivý a na vedutě z roku 1562 je uprostřed mostu gotická pyramida se zvířetem (lvem?) a na jiné z roku 1606 není již ani ta. Na začátku 16. století Staré Město označilo oblast svého práva na mostě sochou Bruncvíka (Rolanda) na vysokém zdobeném podstavci, umístěné na bok pilíře na Kampě.

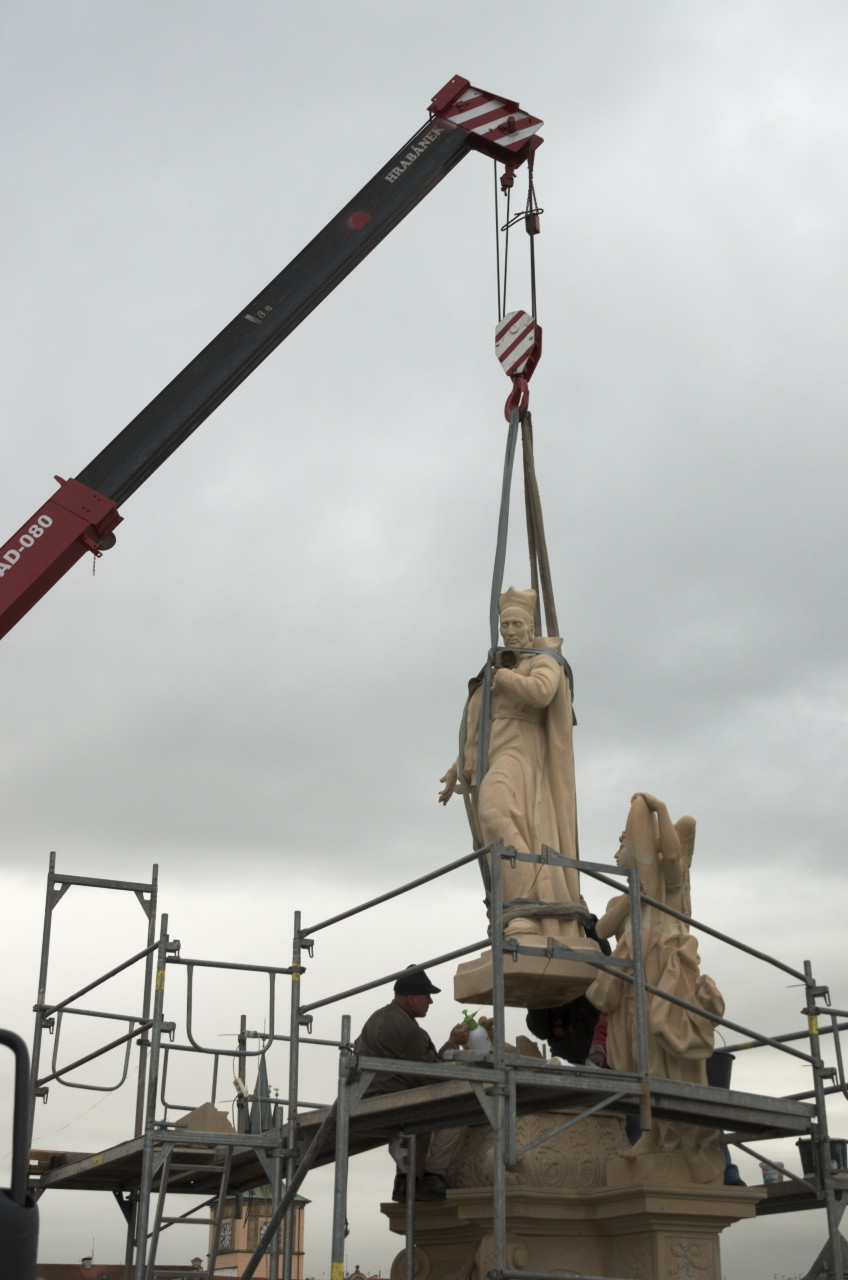
Osazování kopie sochy sv. Františka Borgiáše, 2017

Po polovině 17. století město nechalo na kříž umístit dnešní bronzové tělo ukřižovaného Krista. V té době byla také osazena dřevěná socha Jana Nepomuckého, v roce 1683 nahrazená bronzovou, první sochou od soukromého donátora. Na konci století přibyla dvě pískovcová sousoší, proti Ukřižování Pieta a proti dosud nesvatořečenému Nepomuckému patron české země, svatý Václav s anděly. Most pak byl během let 1706–1712 a po morové ráně roku 1714 osázen dvaceti čtyřmi pískovcovými sochami a sousošími, a tím byla zaplněna všechna volná místa s výjimkou dvou obsazených strážnicí a krámky. Reprezentativní sochy s velkým zájmem financovali různí soukromí dárci, instituce a církevní řády, umístění přiděloval staroměstský magistrát.
Po polovině 19. století bylo několik soch nahrazeno novými díly lépe vyhovujícími tehdejšímu historizujícímu a klasicistnímu vkusu. Od počátku 20. století se tak stalo jen v případě sousoší sv. Ignáce a další poškozené sochy se nahrazují kopiemi. Originály sejmutých soch jsou umístěny v Lapidáriu Národního muzea na Výstavišti a v podzemním sálu Gorlici ve vyšehradských kasematech, některé dříve sejmuté sochy se nacházejí i na jiných místech Prahy. Třetina soch a sousoší na mostě jsou však dosud barokní originály.

## Starší sochařská výzdoba

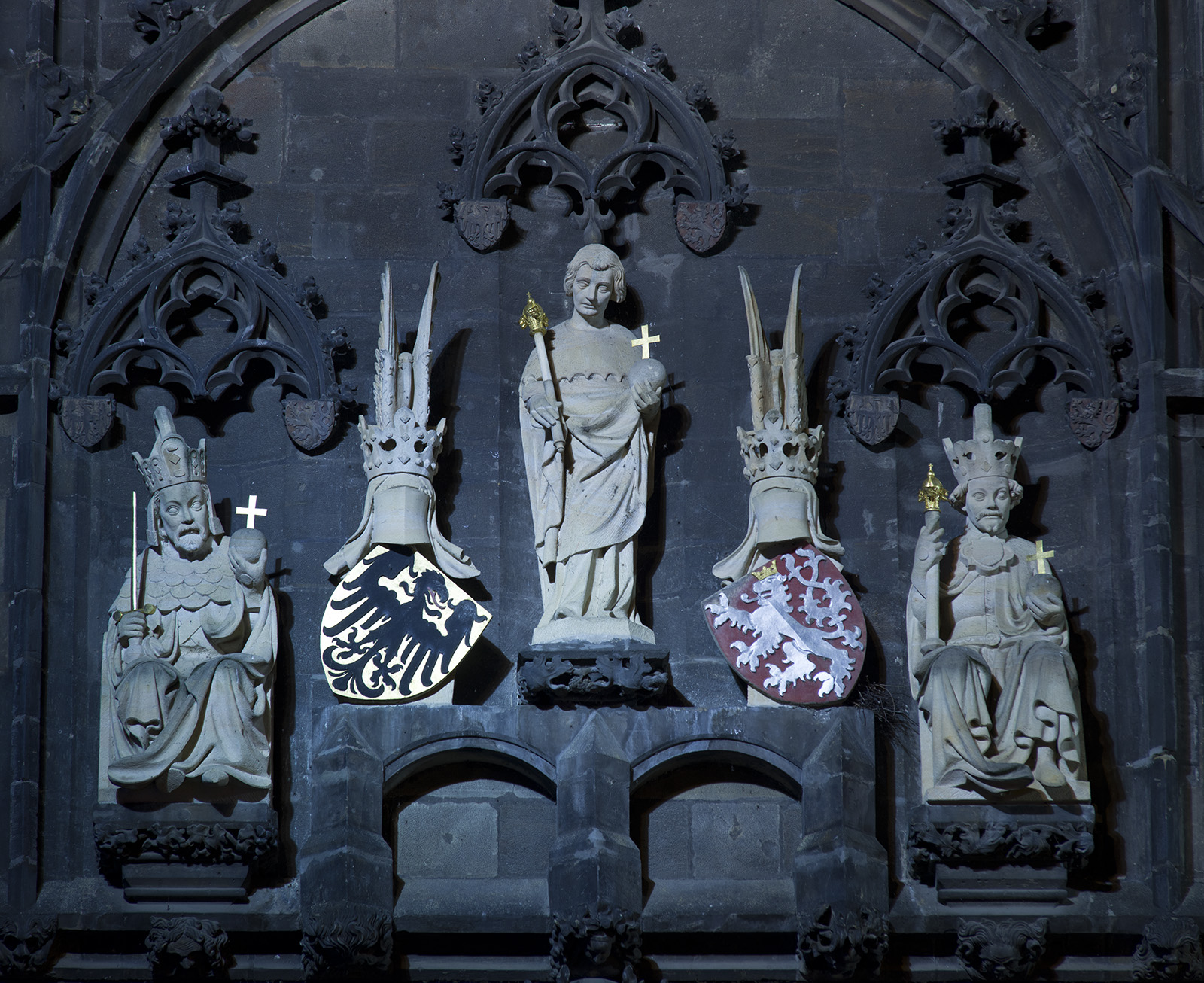
Část původní výzdoby na staroměstské mostecké věži.

Nejstarší sochařskou výzdobou je Bradáč v nábřežní zdi Křižovnického náměstí, který byl původně zasazen do zdiva Juditina mostu, uvažuje se i o mnohem starším původu. K vrcholným dílům českého románského sochařství patří basreliéf na dochovalé románské věži na malostranském konci Juditina mostu. Představuje trůnící a před ní klečící postavu, je však skryt v prvním patře k věži přistavěného domku.
Za výstavby Karlova mostu byla výzdoba soustředěna na čelné stěny Staroměstské mostecké věže. Její východní, významnější a náročně komponovaná strana se zachovala. K osobitým sochám naznačujícím vývoj k pozdní gotice patří socha věžníka (či klíčníka?) na schodišti věže. Na mostě dále býval již od 15. století kříž (v místě dnešního) a proti němu Boží muka. Pozdější pozdně gotická malostranská věž již zůstala bez náročnější sochařské výzdoby.

## Sochy a sousoší na mostě
Přehled soch a sousoší ve směru od Staroměstské mostecké věže na Malou Stranu, vždy nejprve levá (jižní, návodní), pak pravá (severní, povodní) strana:

### Nad staroměstským náhonem a jej oddělujícím ostrovem

#### Na 1. pilíři

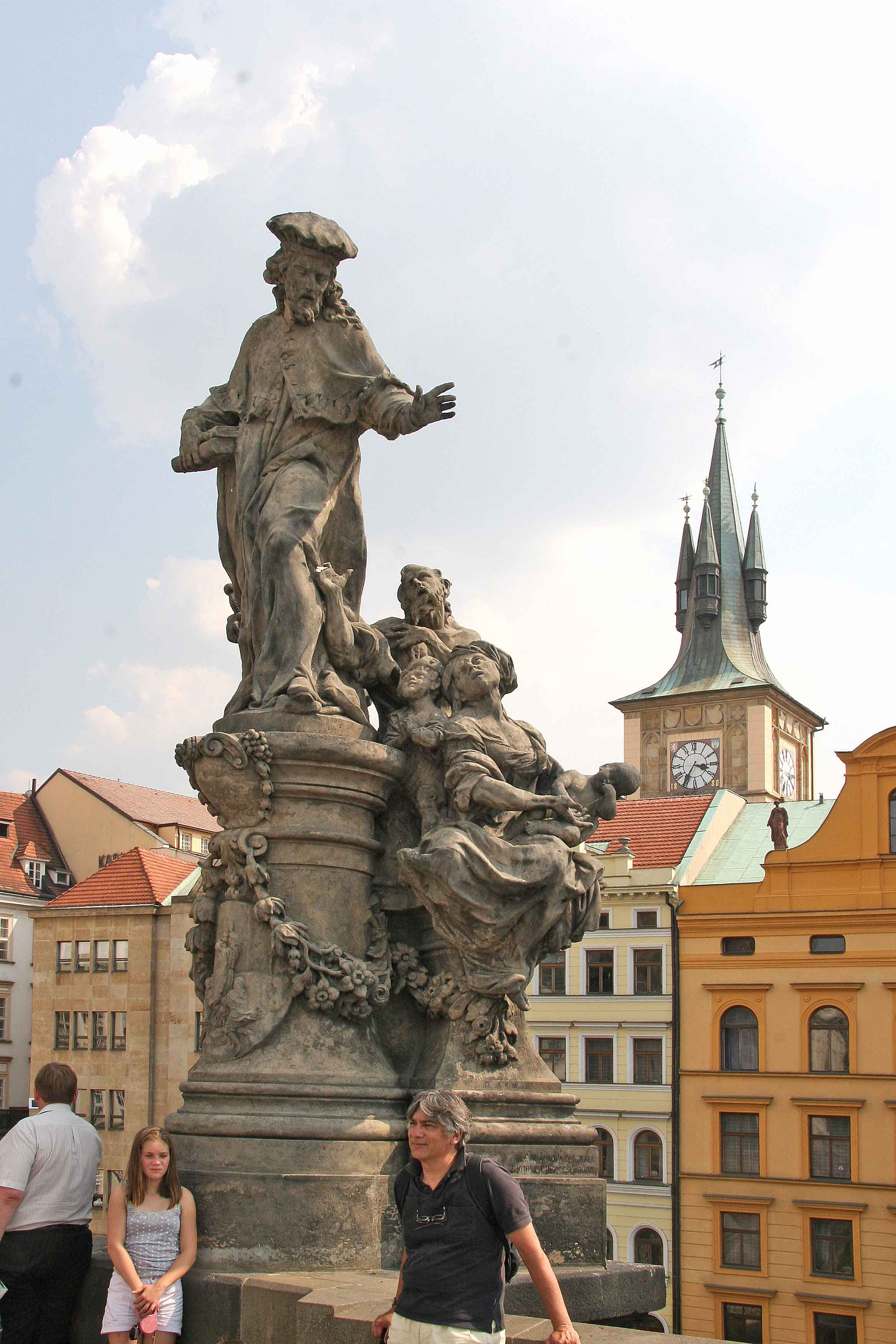
Sv. Ivo (další snímky)

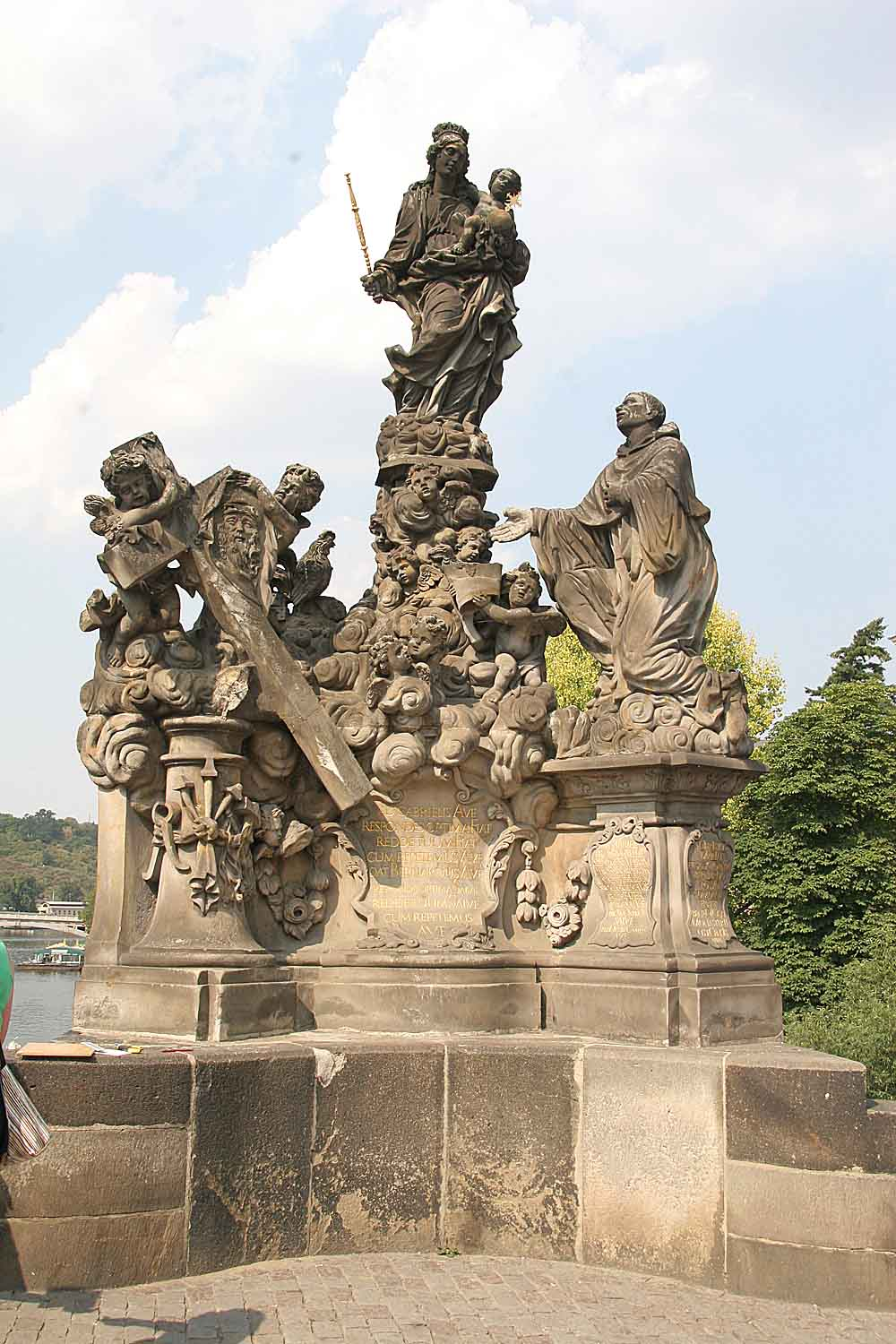
Madona a sv. Bernard (další snímky)

Svatý Ivo
autor Matyáš Bernard Braun, rok 1711, donátor právnická fakulta. Originál v Lapidáriu. Kopie z roku 1908 od Františka Hergesela ml.
Sousoší tvoří stařec a vdova s dětmi, kteří prosebně vzhlížejí k patronu právníků v dobovém oděvu univerzitního mistra, po jehož pravici stojí Spravedlnost se zavázanýma očima a mečem. V reliéfu na podstavci je zobrazena mše na usmíření sporu mezi matkou a synem.
Madona a sv. Bernard
autor Matěj Václav Jäckel, rok 1709, donátor cisterciácký klášter v Oseku. Originál v Gorlici. Kopie z let 1978 až 1980 pochází od M. Vajchra, V. Hlavatého, J. Vitvara, A. Viškovské–Altmanové.
Sousoší znázorňuje Pannu Marii s Jezulátkem, k ní vzhlíží řádový svatý Bernard, před ním anděl s mitrou. Na levé straně symboly Ježíšova utrpení (odkazuje na Bernardovy spisy). Původně měly sochy u úst nápisy Ave Maria (Zdrávas Maria) a Salus (zdáv [buď]), ave a salus se opakují na oslavném nápisu na podstavci.

#### Na 2. pilíři

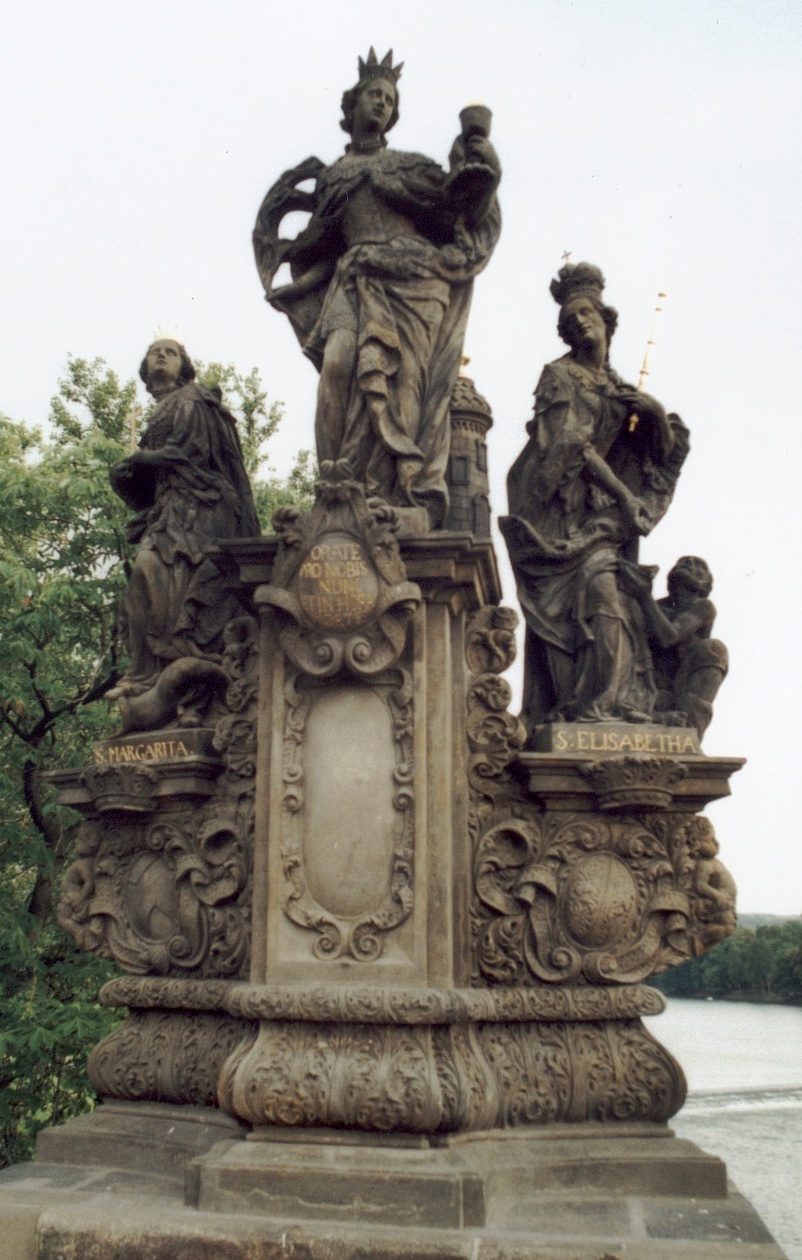
sv. Barbora, Markéta a Alžběta (další snímky)

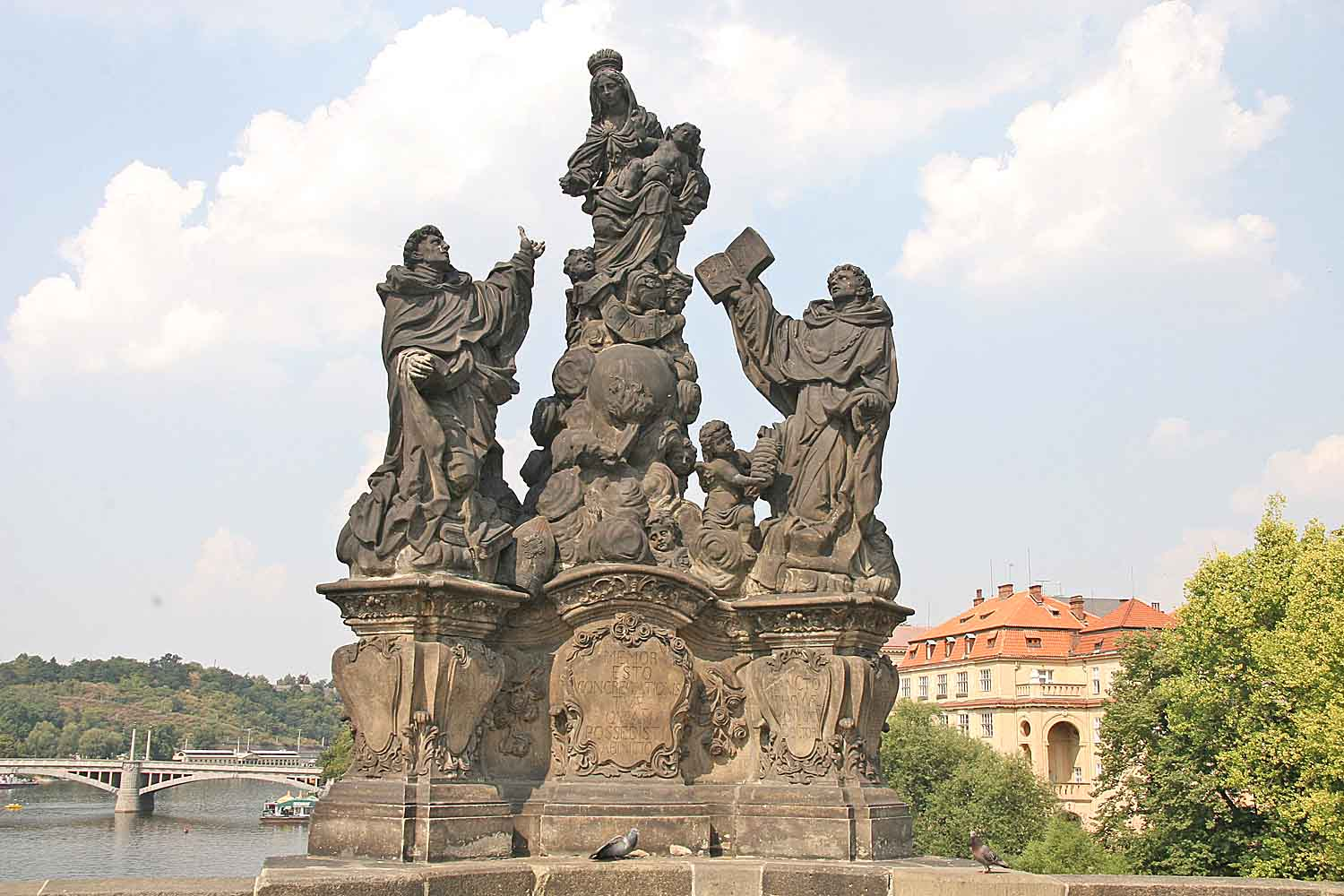
Madona, sv. Dominik a Tomáš Akvinský (další snímky)

Sv. Barbora, Markéta a Alžběta
autor Jan Brokoff s velkým podílem syna Ferdinanda Maxmiliána, rok 1707, donátor císařský rada Jan Václav Obytecký z Obytec.
Barbora (se svátostí oltářní) zvolena jako patronka v tušené blízkosti smrti donátora, pod ní lat. nápis Oroduj za nás nyní a v hodinu smrti naší (ze Zdrávas Maria). Postranní Markéta (s drakem) a Alžběta (obdarovává chudého) dle jmen jeho manželky a matky. Plasticky a anatomicky tvarované postavy a zpracování drapérií odlišují toto dílo od starších plastik Jana Brokoffa a bývá považováno za první dílo jeho tehdy teprve devatenáctiletého syna.
Madona, sv. Dominik a sv. Tomáš Akvinský
autor Matěj Václav Jäckel, rok 1708, donátor dominikáni u sv. Jiljí. Originál v Lapidáriu, kopie V. Bartůněk a J. Hanzl, rok 1958–1961
Sousoší znázorňuje korunovanou Madonu s Ježíškem stojící na měsíci (immaculata), dominikánský pes Páně (lat. v množ. čísle Domini Canes) s pochodní a zeměkoulí (pravou vírou osvítili svět). Dominik původně od Marie přebíral růženec, který měl zavést, Tomáš Akvinský se svým atributem úlu ukazuje knihu s latinským nápisem Dobře jsi napsal (Marie schvaluje jeho spisy).

### Nad staroměstskou částí vltavského toku

#### Na 3. pilíři

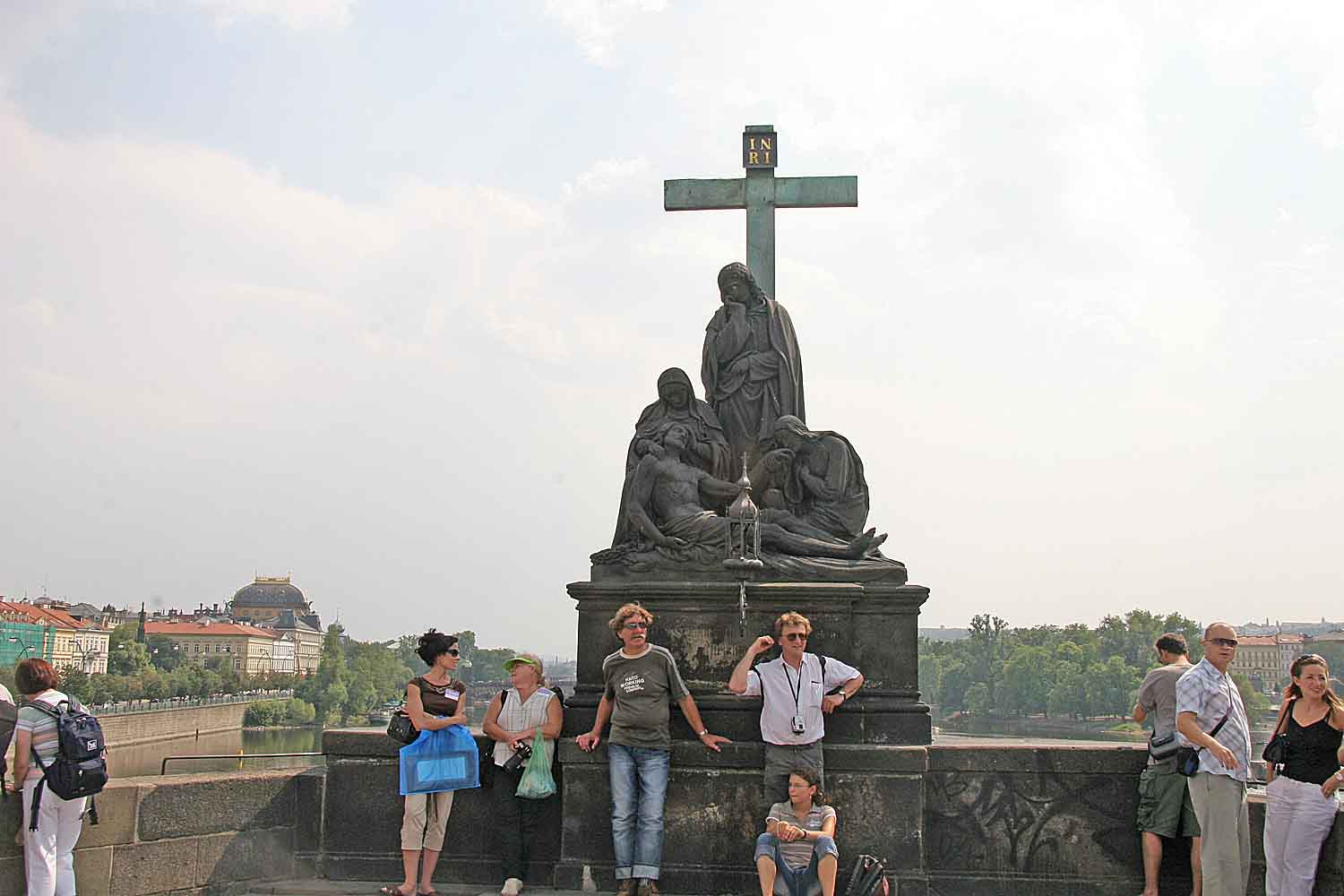
Pieta (Oplakávání Krista) (další snímky)

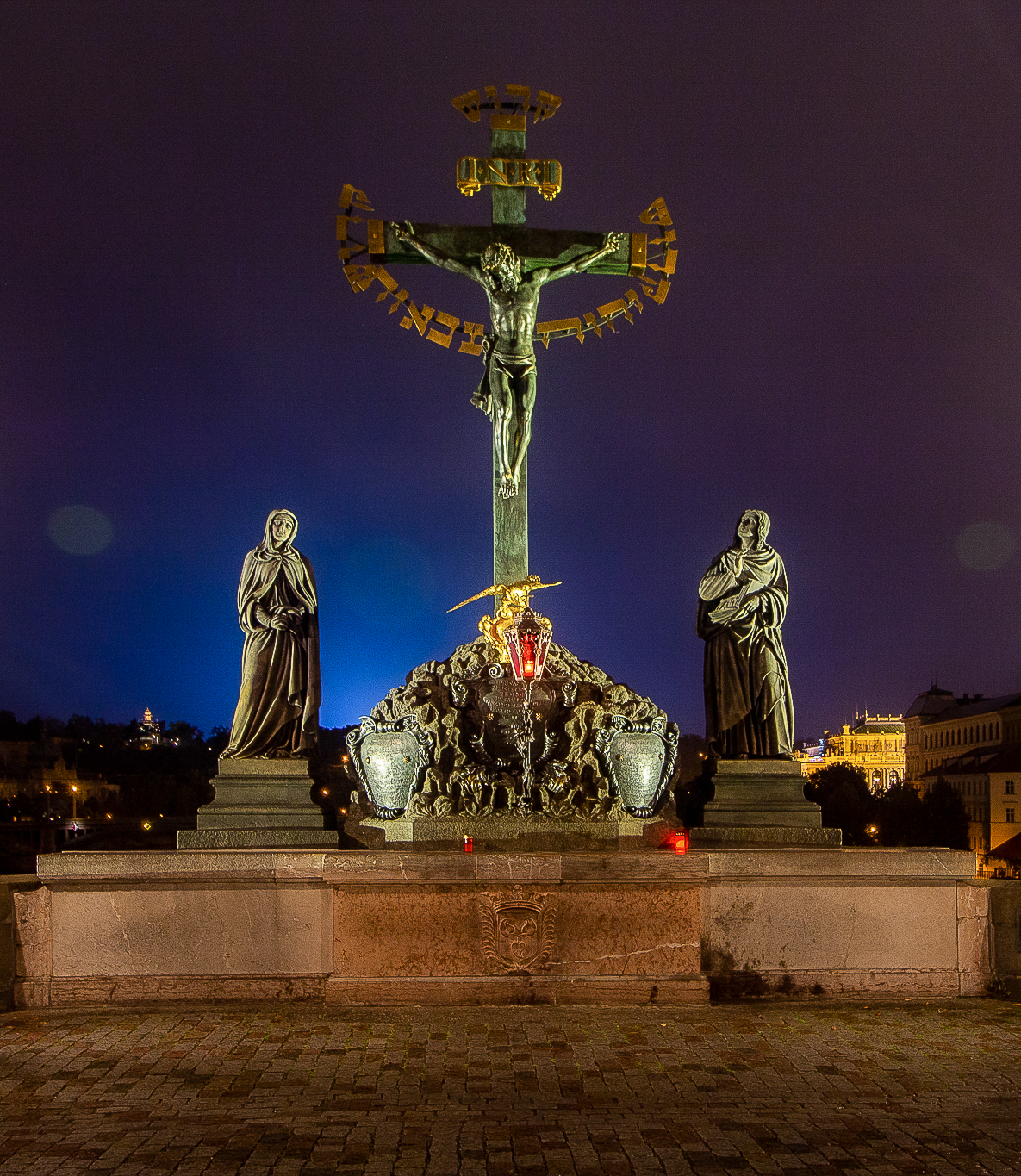
Kalvárie – sv. Kříž (další snímky)

Pieta (Oplakávání Krista)
autor Emanuel Max, rok 1859, donátor družstvo Pražské paní; původní Pieta Jan Brokoff, rok 1695–1696, dnes ve dvoře Nemocnice Pod Petřínem
Sousoší zobrazuje Pannu Marii držící Ježíšovo tělo, Marii Magdalénu líbající mu ruku a Jana Evangelistu stojícího před křížem. Brokoffova Pieta s dvěma anděly byla první barokní kamennou sochou na mostě. Na základě znaleckého posudku Josefa Maxe bylo roku 1852 rozhodnuto, že některé sochy se restaurovat nebudou a budou nahrazeny sochami novými. Nové sousoší zhotovil bratr autora znaleckého posudku.
Kalvárie – sv. Kříž
bronzové původně zlacené tělo Krista (Wolf Ernst Brohn asi 1628) koupeno 1657 v Drážďanech, mramorový sokl z roku 1681, zlacený hebrejský nápis z roku 1696, kamenný pahorek s bronz. nápisovými deskami (Jan Jiří Heermann) a křížem se zlacením z roku 1707, postranní pískovcové sochy Emanuela Maxe z roku 1861
Kříž zde stával už od dob Karla IV. a byl několikrát vyměněn. Nynější Kristus na kříži je nejstarší dochovaná socha na mostě. Okolo ukřižovaného je hebrejský nápis Svatý, Svatý, Svatý je Hospodin zástupů (קדוש קדוש קדוש יהוה צבאות), Iz 6, 3 (Kral, ČEP), který z pokuty za rouhání vůči kříži nechal zhotovit jistý Žid, jak se česky, latinsky a německy uvádí na kartuších na skalnatém pahorku s lebkou (symbolizující Golgotu). Žid Eliáš Backoffen však byl odsouzen nespravedlivě a nápis v hebrejštině byl zvolen na potupu Židovstva, jak informují nápisy v češtině, angličtině a hebrejštině na zábradlí vpravo, slavnostně zde v roce 2000 odhalené jako symbol usmíření mezi náboženstvími. Mramorový sokl upomíná na dar Louňovic pražskému arcibiskupství, který měl zajistit dvě „věčná“ světla u kříže. Maxovy sochy opakují postavy Marie a Jana z jeho o dva roky staršího protějšího sousoší. Nahrazují původní, nedochované olověné sochy.

#### Na 4. pilíři

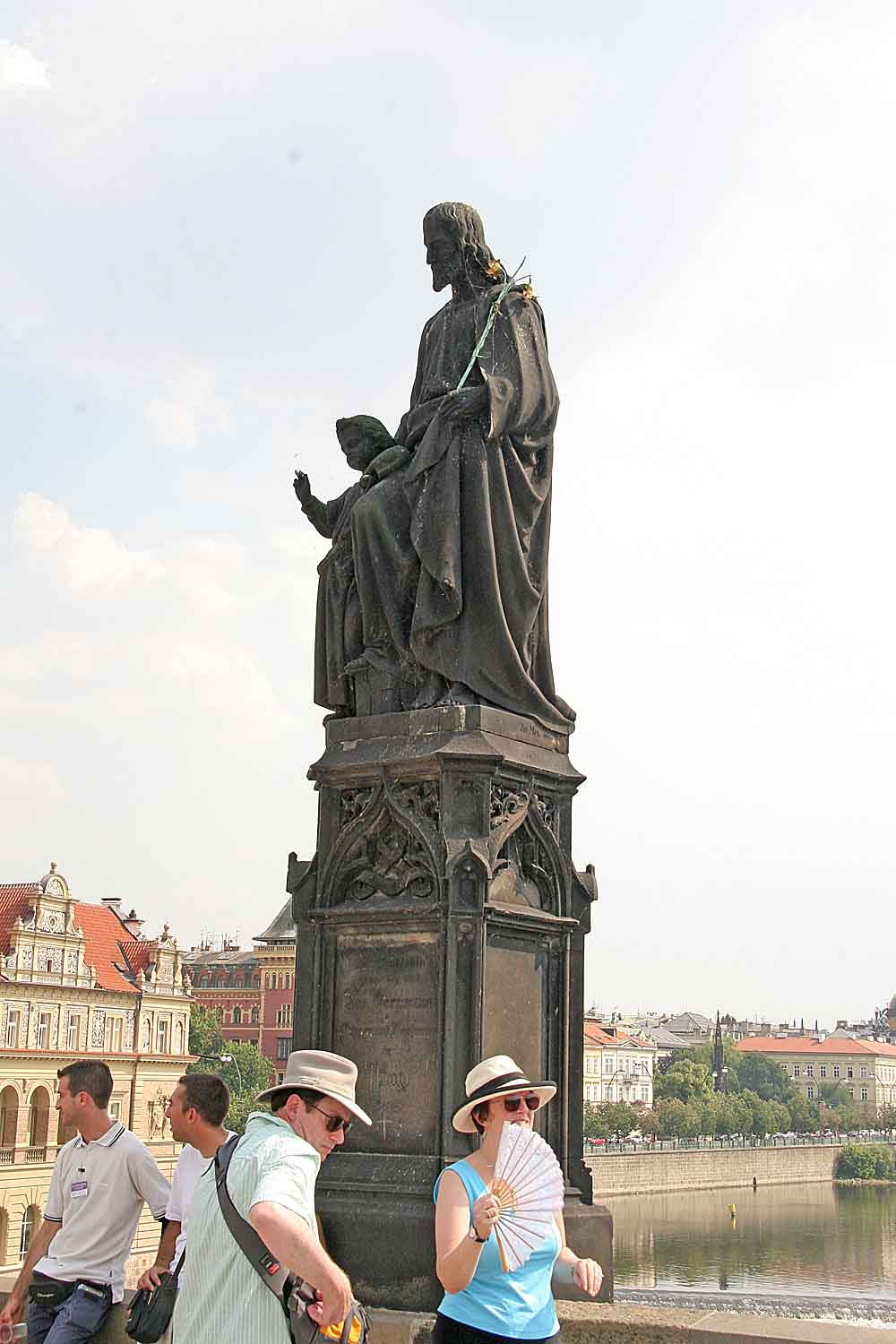
sv. Josef s Ježíšem (další snímky)

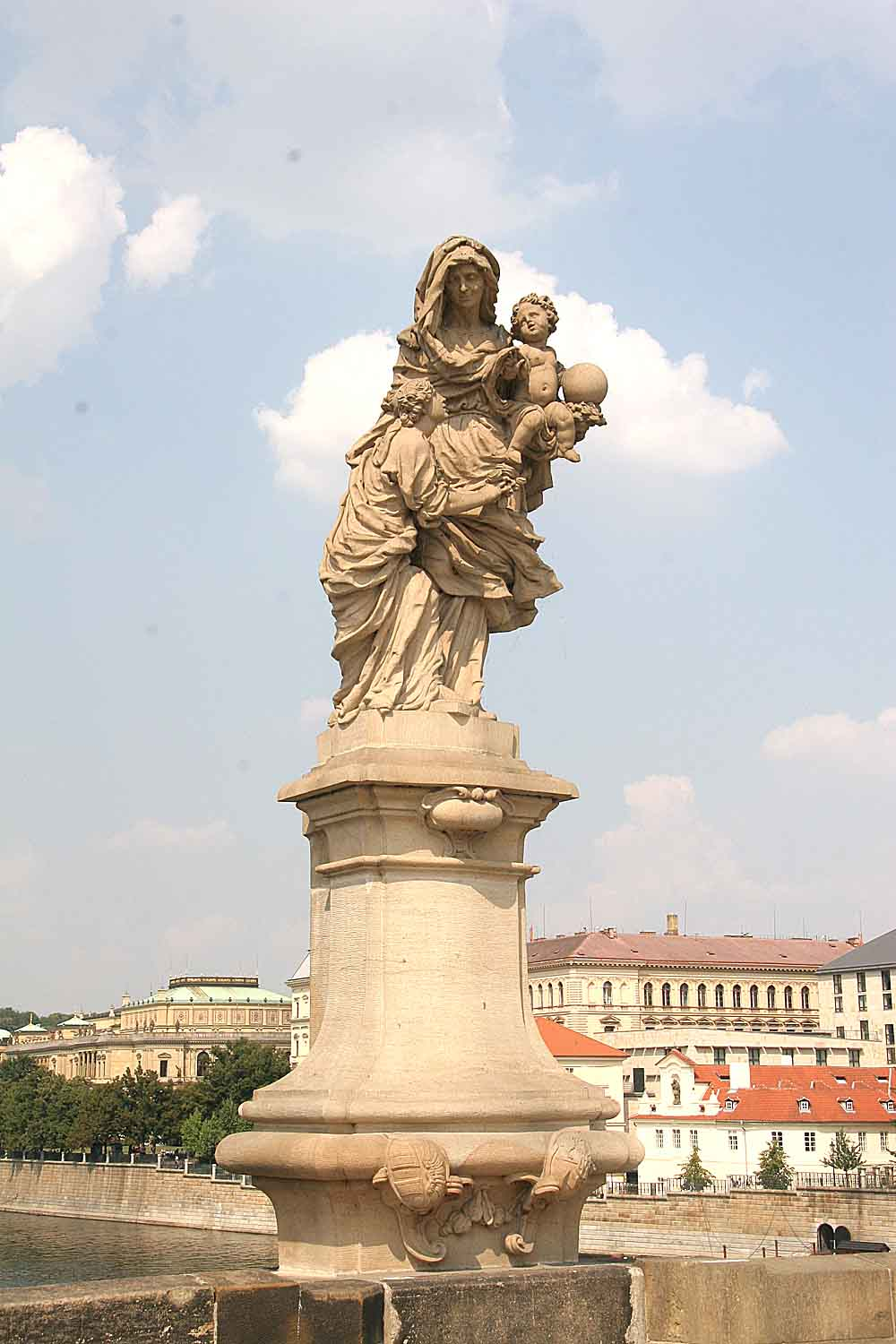
sv. Anna (další snímky)

Sv. Josef s Ježíšem
autor Josef Max, rok 1854, donátor měšťan Josef Bergmann; původně socha sv. Josefa: Jan Brokoff, 1706, donátor Terezie Příchovská
Josef drží lilii a jednu nohu má na trámu (měl být tesař), chlapecký Ježíš levou rukou drží svitek, pravou žehná. Volba světce původně asi mohla souviset s teprve nedlouho vládnoucím císařem Josefem I. Starší socha byla poničena střelbou v roce 1848.
Sv. Anna
autor Matěj Václav Jäckel, rok 1707, originál v Gorlici, donátor hr. Rudolf Lissau na Stránově; kopie z roku 1999 od Vojtěcha Adamce a Martina Pokorného
Světice drží na ruce Ježíška s koulí (král. jablko) a gestem třech prstů, k němu natahuje ruku s růžemi dívčí postava Panny Marie. Podoba tzv. Anny Samotřetí symbolizuje původ Ježíše z Anny skrze Marii.

#### Na 5. pilíři
Při povodni v roce 1890 byl tento pilíř jako jediný zcela stržen. O vyzdvižení trosek obou sousoší začátkem 20. století se zasloužil Čeněk Vosmík

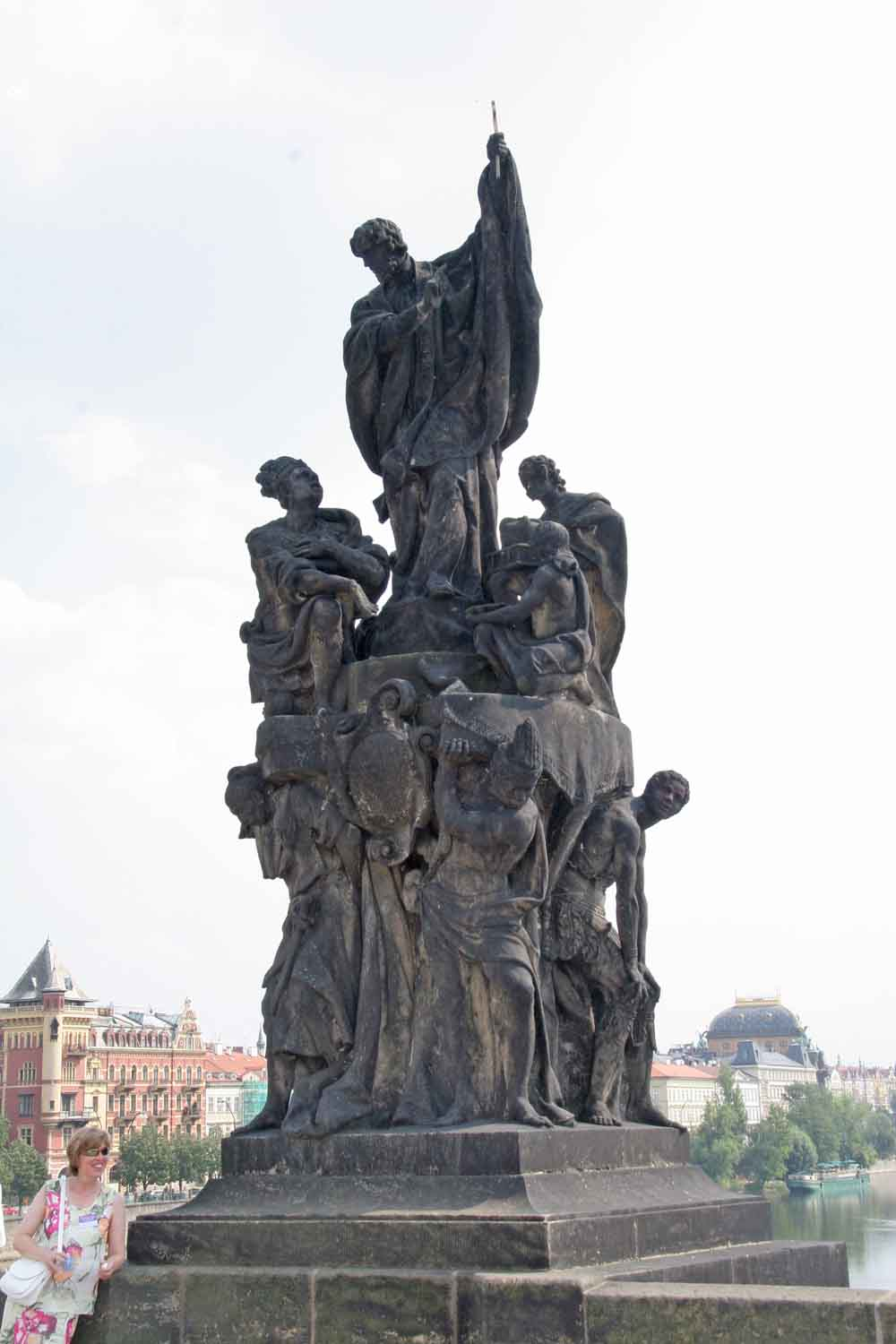
sv. František Xaverský (další snímky)

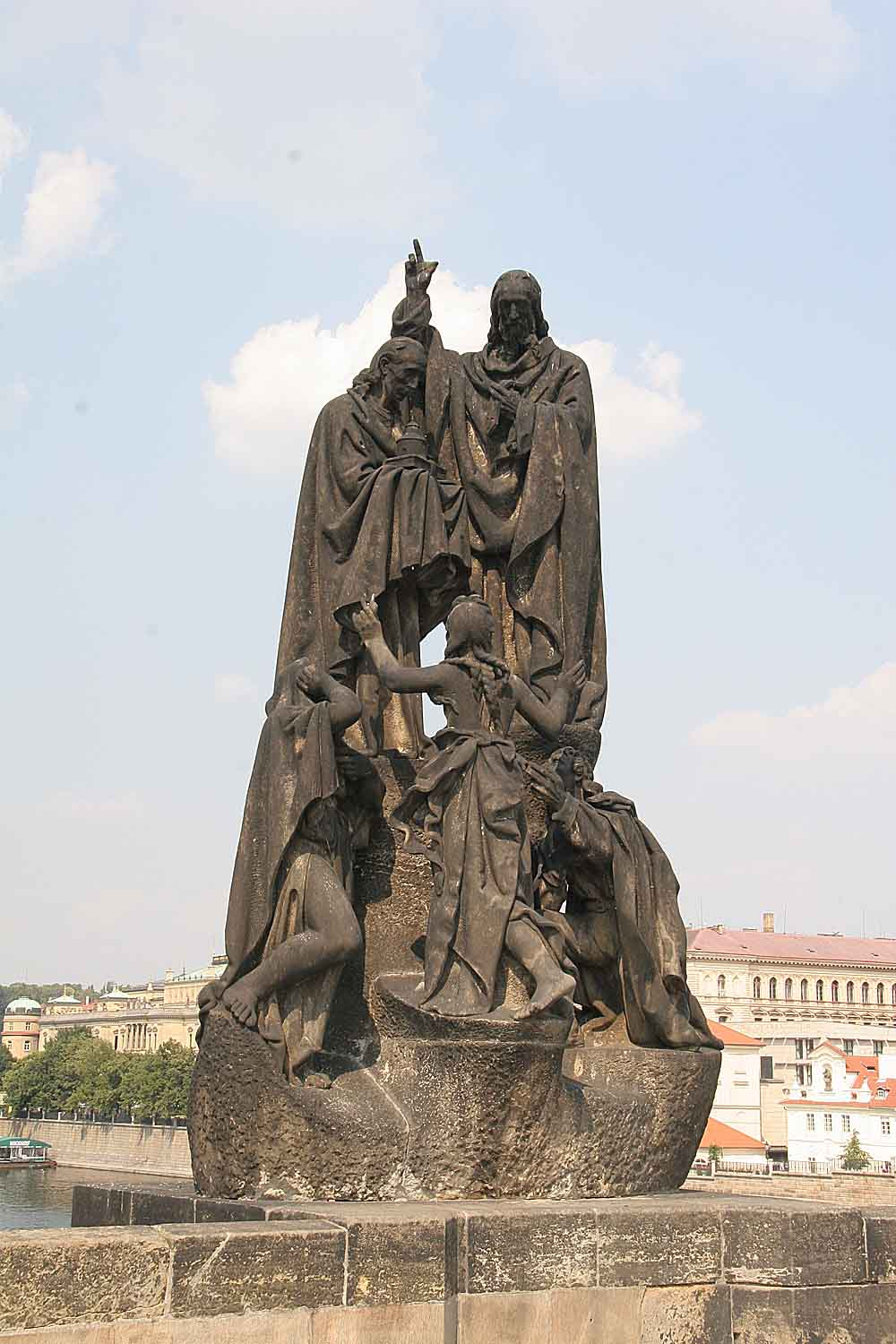
sv. Cyril a Metoděj (další snímky)

Sv. František Xaverský
autor Ferdinand Maxmilián Brokoff, rok 1711, donátor teologická a filosofická fakulta (tedy jezuité); originál v Lapidáriu; kopie Čeňka Vosmíka z roku1913
Velké sousoší, jedno z nejhodnotnějších na mostě. Spoluzakladatel jezuitského řádu a Apoštol Dálného východu ukazuje na v levé ruce pozvednutý kříž indickému náčelníkovi, který pokleká a žádá o křest. Po Františkově levici klečí dva chlapci, jeden s knihou a biretem, druhý s mušlí s vodou pro křest. Chlapec s knihou je zřejmě autoportrét třiadvacetiletého sochaře. Scéna se odehrává na koberci pokryté desce se stupni, kterou nesou postavy Číňana, Tatara, Inda a Mouřenína, představitelé východních národů, u kterých světec působil. Sousoší jako „impozantní“ hodnotil kritický Josef Max, který na nedalekém Malostranském náměstí s bratrem vytvořil kompozicí podobný pomník maršála Radeckého. Dílo bylo strženo povodní v roce 1890, jeho části vyzvednuté z Vltavy roku 1906 sestavil Č. Vosmík. Po vyostřených debatách, zda osadit zpět doplněné dílo, vytvořit kopii nebo dát přednost novém, současnému dílu nakonec zvítězila varianta kopie, provedená Vosmíkem.
Sv. Cyril a Metoděj
autor prof. Karel Dvořák, léta 1928–1938, donátor ministerstvo školství; původně sousoší sv. Ignác z Loyoly, Ferdinand Maxmilián Brokoff, rok 1711, donátor novoměstská kolej jezuitů, v Lapidáriu
Metoděj zobrazen s kazatelsky pozvednutou rukou, Cyril symbolicky přináší knihu (překlad Písma) a kostel (nalezl ostatek sv. Klimenta k posvěcení chrámu), níže postavy velkomoravského lidu. Nové sousoší bylo objednáno k desátému výročí republiky, za které už nebyla vůle obnovovat pomník zakladatele neoblíbených jezuitů. Na rozdíl od případu protějšího sousoší se dala přednost soudobé plastice s národním akcentem. Původní sousoší zobrazovalo Ignáce z Loyoly stojícího na zeměkouli obklopené množstvím postav. Polychromovaný model k tomuto dílu je vystaven v Muzeu hl. m. Prahy.

### Nad malostranskou částí vltavského toku

#### Na 6. pilíři

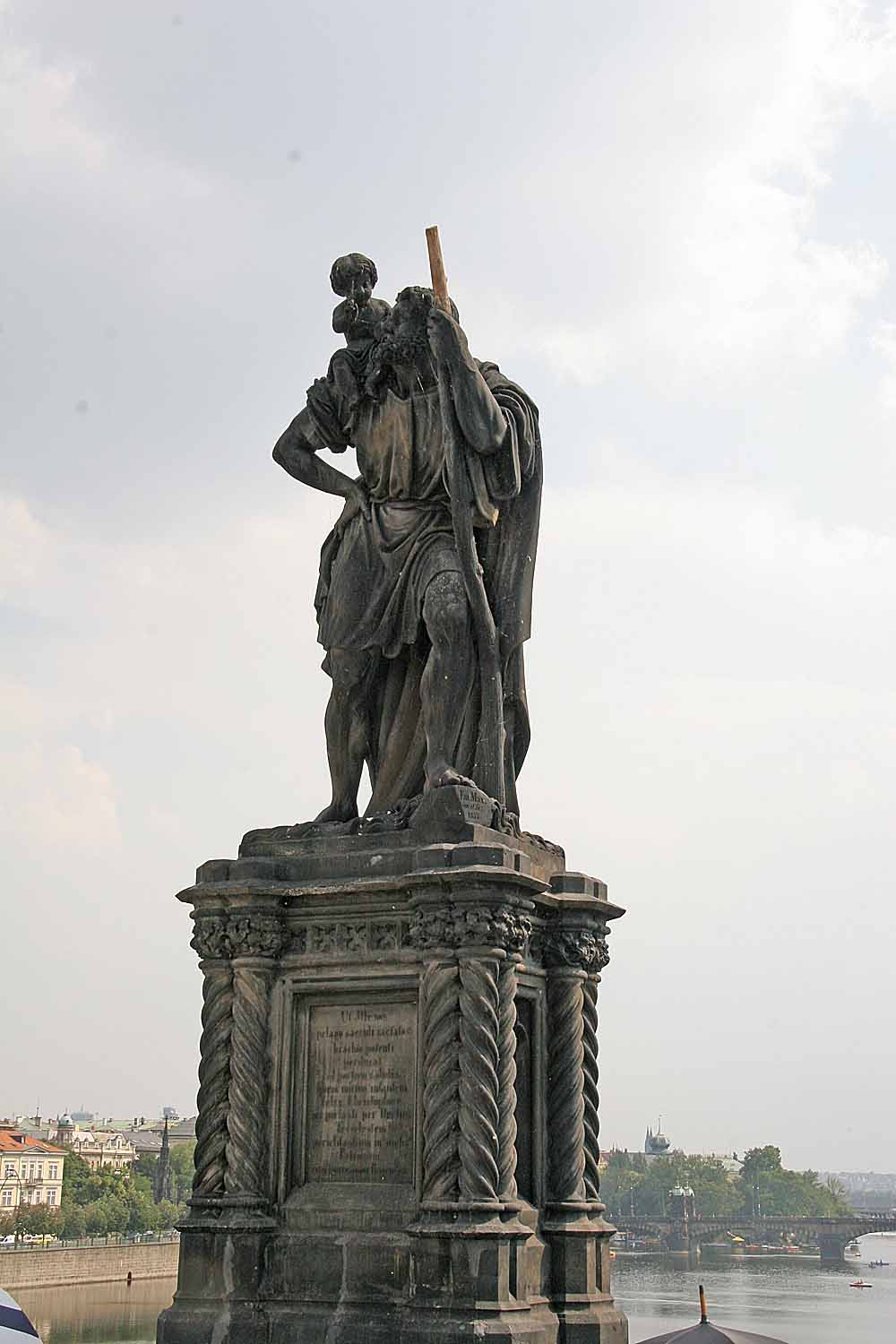
sv. Kryštof (další snímky)

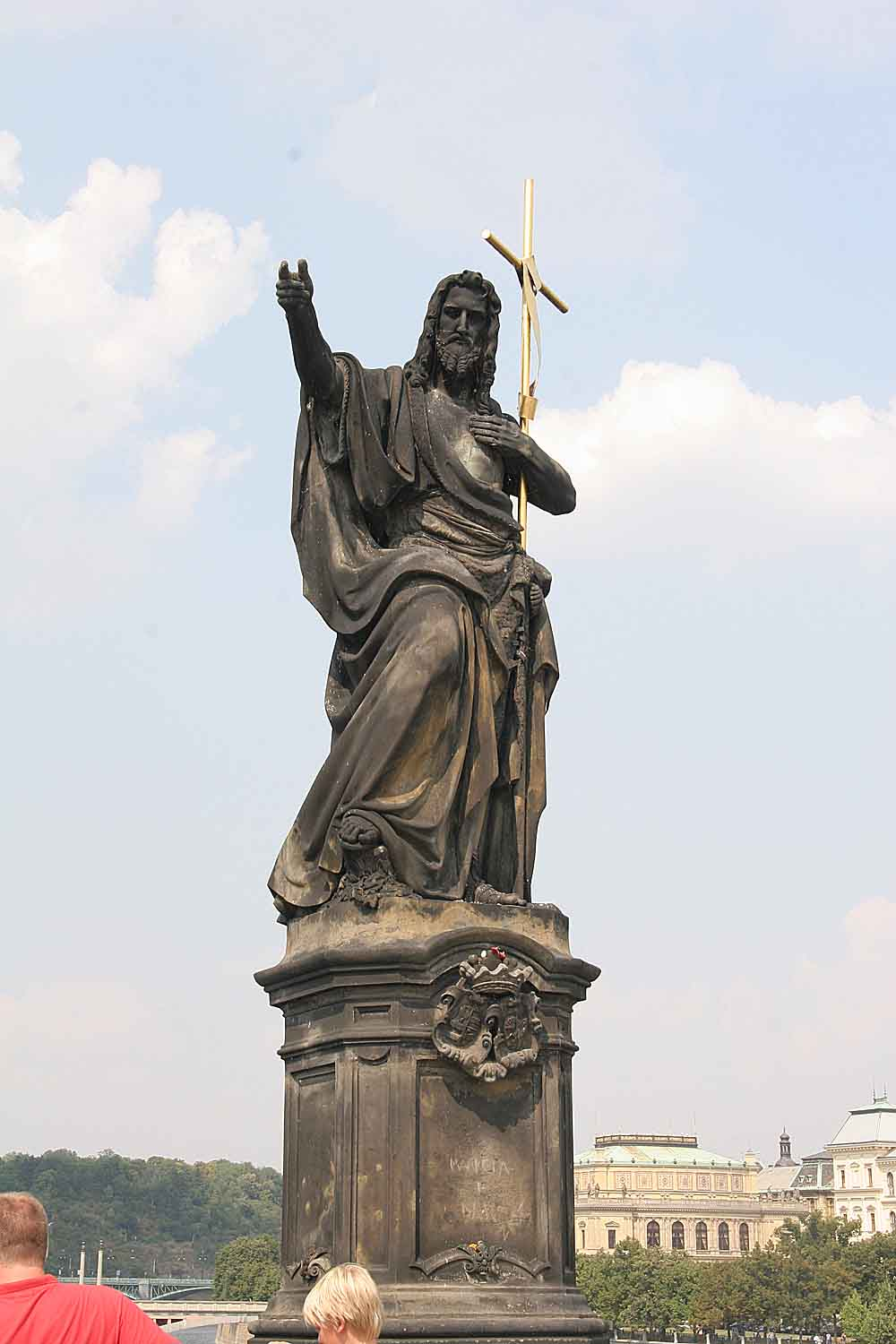
sv. Jan Křtitel (další snímky)

Sv. Kryštof
autor Emanuel Max, rok 1857, donátor sbírka primátora V. Vaňky; původně strážnice
Obvyklá scéna, jak se obrovitý Kryštof opírá o hůl a přenáší dítě-Ježíše přes řeku (vlnky u nohou). Velký mramorový pomník Karla VI., který zde roku 1720 zamýšlel hrabě Špork a navrhl M. B. Braun, nebyl realizován a zůstala jen strážnice, nad kterou se měl vypínat. Ta se při povodni 1784 zřítila do Vltavy i s pěti strážníky, z nichž jen jeden si zachránil život zachycením o mostní pilíř. Mramorová nápisová deska informující o události byla přenesena na severní stranu staroměstské věže.
Sv. Jan Křtitel
autor Josef Max, rok 1855, donátor J. N. Gemerich z Neuberka; původně Křest Krista, Jan Brokoff, rok 1706, donátor radní J. B. Neumann z Neuburku, v Lapidáriu
Typické zobrazení světce opásaného kožešinou s mušlí pro nabírání křestní vody, charakteristickým křížem (na pásce stávalo „Agnus Dei“) a kazatelským gestem. Původní rozsáhlé sousoší zobrazuje Jana, jak křtí Krista, nad nimi se na oblacích vznáší Bůh Otec a sokl byl doprovázen anděli. Bylo poškozeno při revoluci v roce 1848.

#### Na 7. pilíři

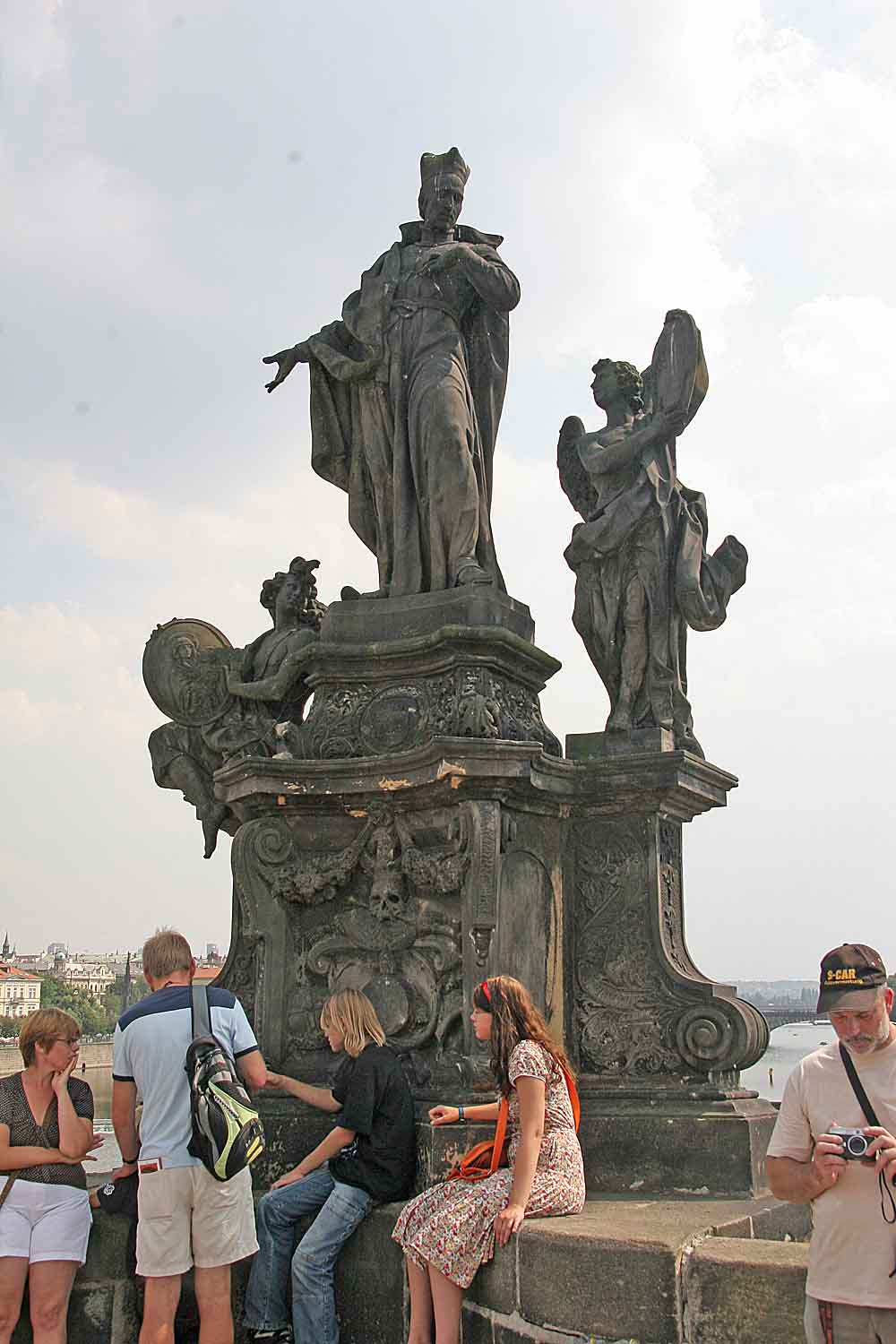
sv. František Borgiáš (další snímky)

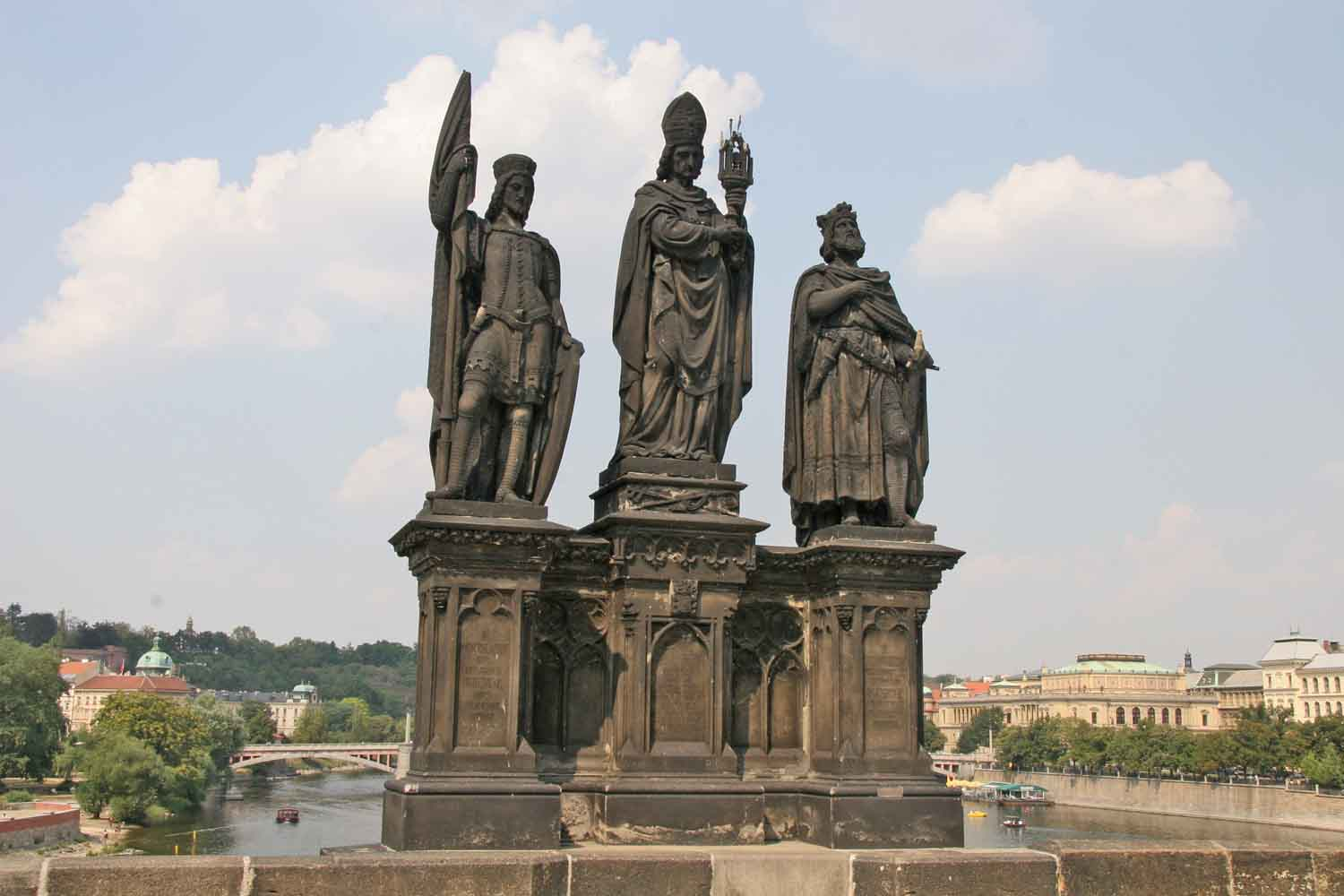
sv. Norbert, Václav a Zikmund (další snímky)

Sv. František Borgiáš
autor Ferdinand Maxmilián Brokoff, rok 1710, donátor purkrabí František z Colettů, kopie z roku 2017 od Jiřího Kačera
Iberský jezuita, generál řádu, se obrací k andělu, který pozvedá monstranci, druhý anděl drží kartuši s obrazem jeho patronky Panny Marie Sněžné. Na podstavci lebka připomíná mrtvé tělo císařovny Isabely, při jehož spatření dospěl k duchovnímu obrácení.
O tomto díle se traduje, že autor dlouho hledal model pro anděla stojícího vpravo na podstavci. Jednoho dne spatřil v kostele sv. Tomáše neobyčejně půvabnou dívku s nevinnou tváří. Domluvil se s rodiči, že mu dívka bude stát modelem, ale ona druhý den zemřela. Brokoff si pak vybral studenta z jezuitské koleje, ale pořád nemohl vystihnout podobu, anděl se spíš podobal ďáblovi. Vrátil se proto k původnímu náčrtu dívky a nakonec zjistil, že vyhotovil svou tvář. Prý mu v tom pomohl sv. František Borgiáš.
Sv. Norbert, Václav a Zikmund
autor Josef Max, rok 1853, donátor strahovský opat Jeroným Josef Zeidler; původně sv. Norbert mezi řádovými bl. Adrianem a Jakubem, Jan Brokoff, rok 1708; později sv. Norbert mezi anděli, Ignác Platzer, rok 1765
Zakladatel premonstrátů zobrazen v biskupském oděvu s mitrou, jak pozvedá monstranci. Po stranách zemští patroni kníže Václav s praporem a burgundský král Zikmund s korunou a mečem. Nápis na soklu informuje, že premonstráti zde postavili už třetí sousoší. První Brokofovo sousoší, známé jen z rytin, totiž bylo zřejmě z nekvalitního kamene a brzy začalo chátrat. Bylo přeneseno do Norbertina (dnes OD Kotva) a strahovský klášter nechal vytvořit sousoší nové od I. Platzera, největšího sochaře českého pozdního baroka. Dřevěný model k tomuto sousoší býval ve strahovské knihovně.

#### Na 8. pilíři

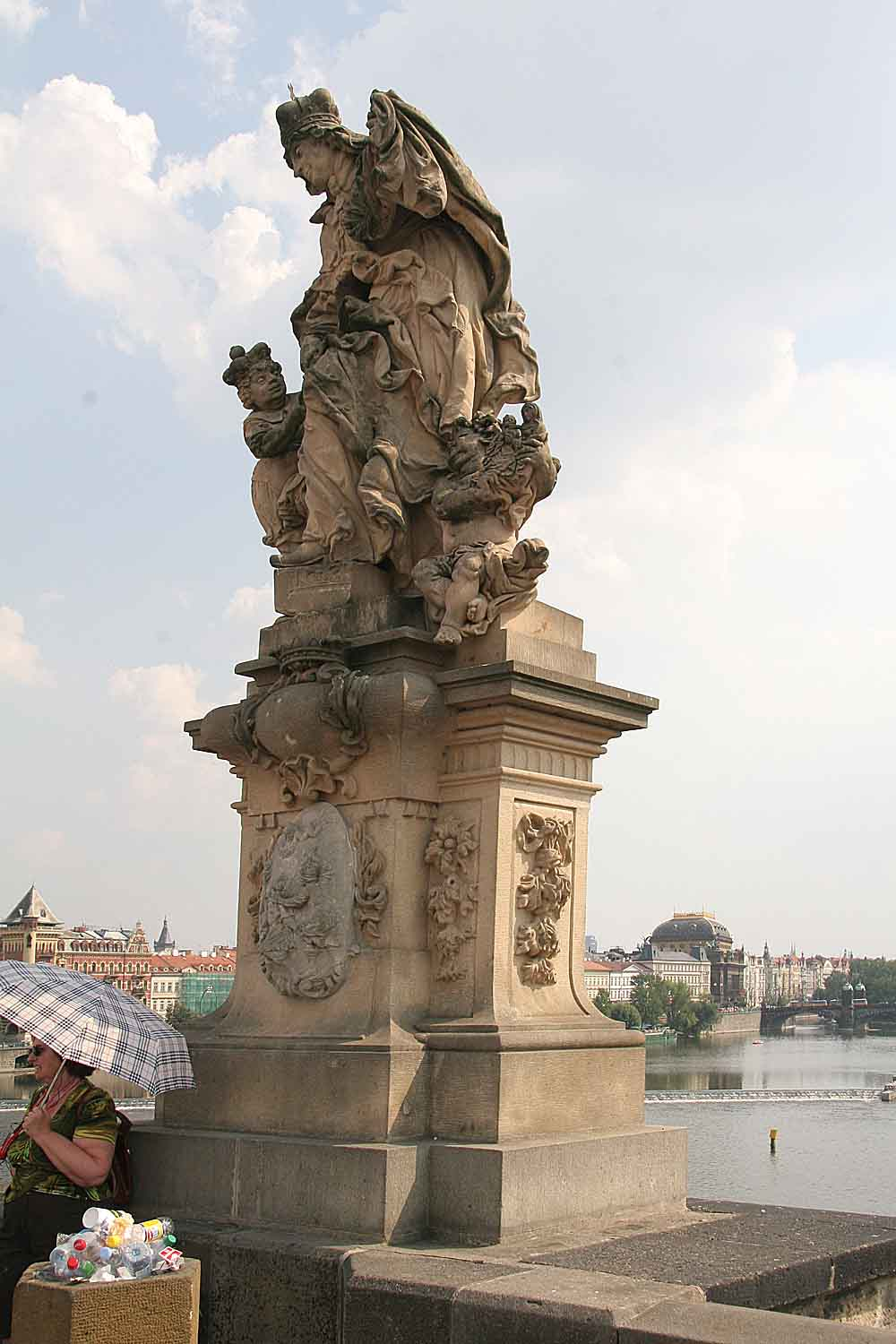
sv. Ludmila s malým Václavem (další snímky)

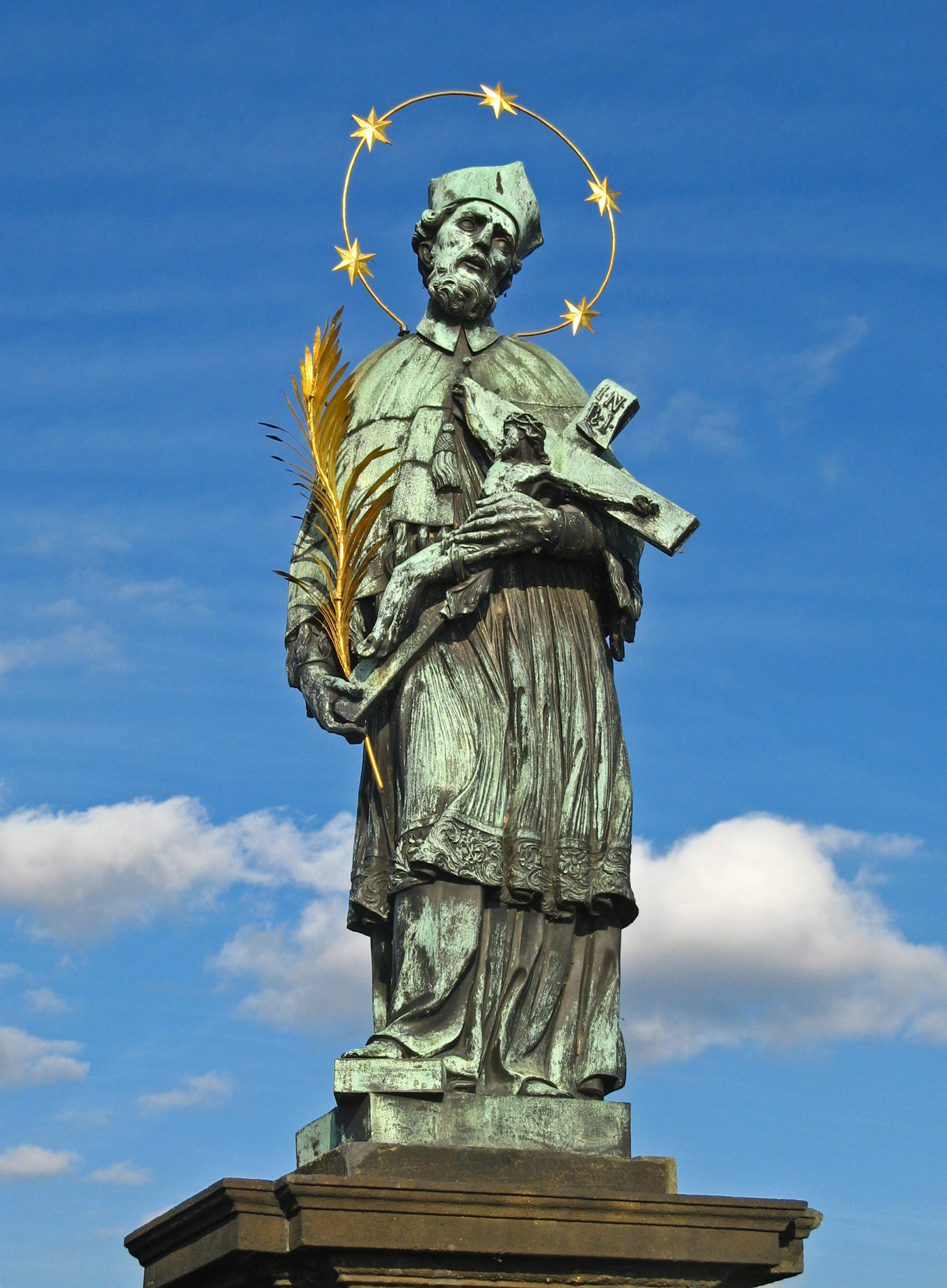
sv. Jan Nepomucký (další snímky)

Sv. Ludmila s malým sv. Václavem
autor Matyáš Bernard Braun, po roce 1720, kopie Jiřího Kačera z roku 1999, originál v Gorlici; původně sv. Václav mezi dvěma anděly, Ottavio Mosto, mezi 1695 a 1701, donátor císařský rada V. Markvart z Hrádku, dnes v Lapidáriu, sokl s reliéfem vojenských trofejí na rampě Hradčanského náměstí
Scéna symbolicky znázorňuje, jak Ludmila učí svého malého vnuka Václava číst z knihy. Příslušnost k vládnoucímu rodu symbolizují koruny a za Václavem štít s přemyslovskou orlicí. Andílek vpravo drží boleslavské paládium, na soklu je reliéf Václavova zavraždění. Původní sousoší sv. Václava rytíře-vítěze mezi dvěma anděly bylo z prvních na mostě, po protějším Janu Nepomuckém a Pietě. Poškodila ho pak povodeň v roce 1784 a bylo nahrazeno dnešní Ludmilou, která původně stávala na hradčanské rampě u tehdy rušené kaple Panny Marie Einsiedelnské (dnes Kajetánka). Opravené sousoší sv. Václava putovalo na místo sv. Ludmily, kde od roku 1906 zůstal jen sokl doplněný volně navazujícím Václavem od Č. Vosmíka.
Sv. Jan Nepomucký
hliněná skica Matyáš Rauchmüller, rok 1681, dřevěný model pro odlitek Jan Brokoff, rok 1682, odlil J. V. Herold, rok 1683, donátor Matěj Vunšvic
První a jediná bronzová socha svatého na mostě, která představuje domnělého mučedníka zpovědního tajemství, byla vztyčena k předpokládanému třísetletému výročí jeho shození z mostu. Socha byla součástí a jedním z hlavních ohnisek tvořícího se barokního kultu, který teprve o půlstoletí později vrcholí Nepomukovým svatořečením.
Postava je oblečena do kanovnického roucha s rochetou, pláštíkem a biretem na hlavě. V ruce svírá krucifix a palmový list, symboly následování utrpení Krista. Kolem hlavy pět hvězd, které symbolizují legendární světla, která se objevila nad utonulým. Tato podoba sochy, v hlavních rysech dána již Rauchmüllerovou skicou, se stala ikonografickým vzorem pro nespočet sochařských i jiných vyobrazení světce v českých zemích i jinde v Evropě a zámoří. Na podstavci věnovací nápis a kopie reliéfů krále Václava přihlížejícího zpovědi královny a svržení Jana z mostu.

#### Na 9. pilíři

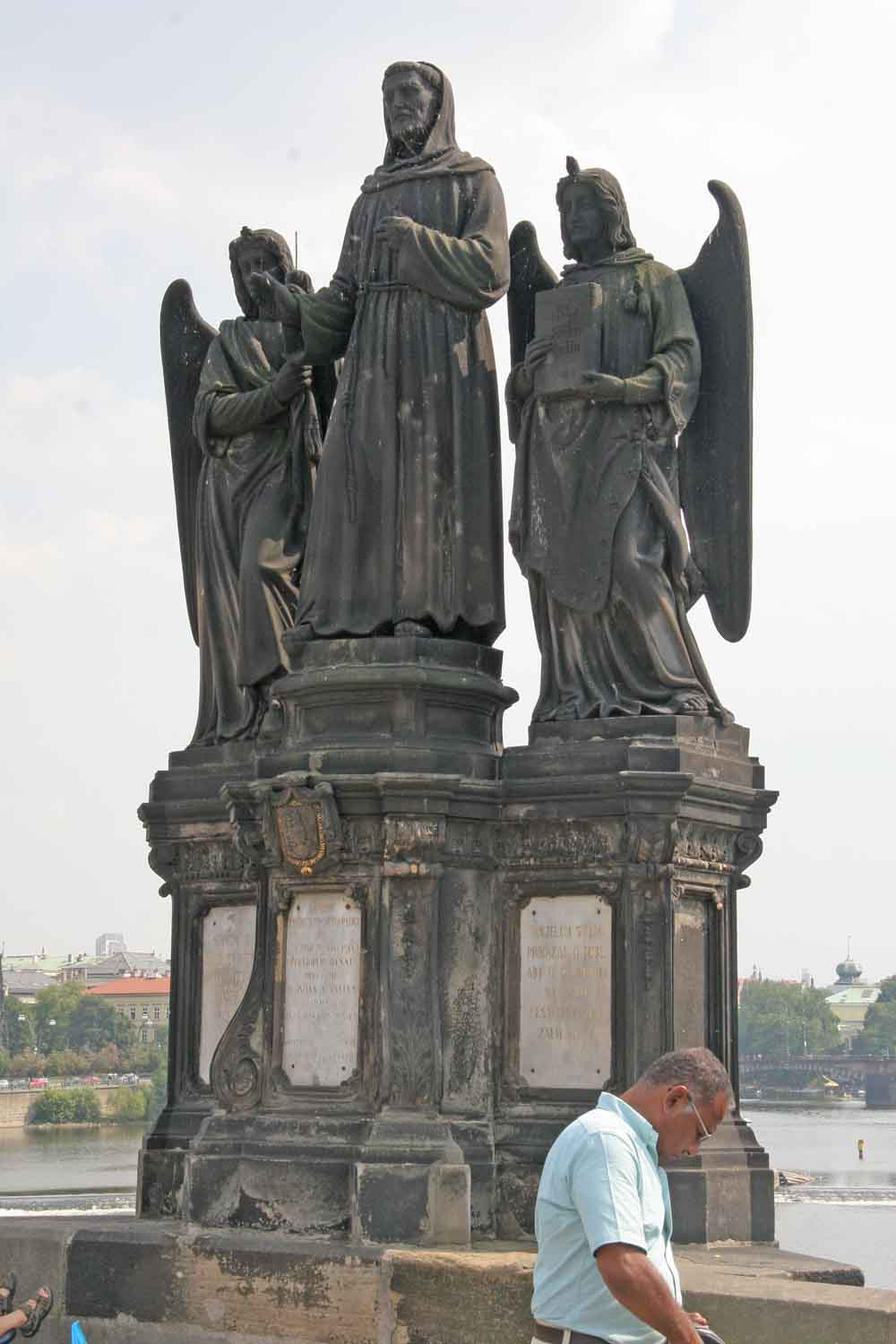
sv. František Serafinský (další snímky)

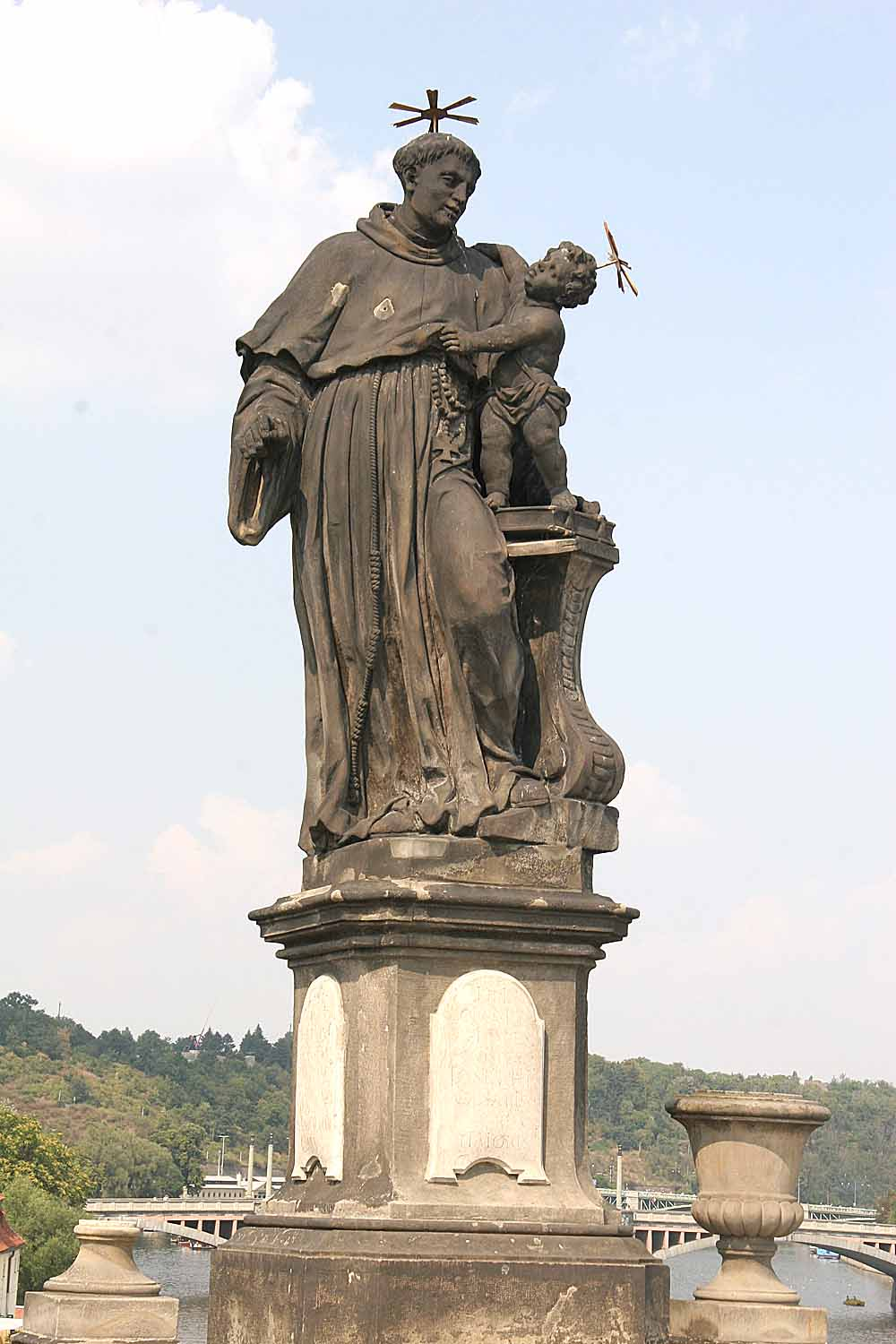
sv. Antonín Paduánský (další snímky)

Sv. František Serafinský
autor Emanuel Max, rok 1855, donátor Fr. Libštejnský z Kolovrat; původně stejné téma, autor nejistý – snad František Preiss, rok 1708, donátor Václav V. ze Šternberka, u kostela sv. Josefa na nám. Republiky. Rozhodnutí, že se původní poškozená socha sv. Františka nebude restaurovat, učinil Josef Max, bratr Emanuela.
Vyznavač chudobného života, zakladatel řádu františkánů, je zobrazen v prostém mnišském rouchu přepásaném provazem s typickými třemi uzly, na rukou a v boku má Kristovy rány. Anděl po pravici (původně) drží dvojitý kříž, druhý v jáhenském rouchu evangelium (symbol kazatelství). Postaveno na paměť záchrany Františka Josefa I. před atentátem roku 1853. Původní socha sv. Františka je ve výklenku před kapucínským kostelem sv. Josefa, andělé v jeho nádvoříčku.
sv. Antonín Paduánský
autor Jan Oldřich Mayer, rok 1707, donátor purkrabský rada Krištof M. Wittauer; vázy M. Hozová, rok 2010, dle pův. fragmentů
Františkánský světec s Ježíškem stojícím na knize a s lilií, tvoří protějšek zakladateli řádu. Na kamenných vázách typické výjevy: kázání rybám, uzdravení mladíka, osel kleká před hostií (na odvrácené straně). Na bocích soklu nápisy orodující za Josefa I.

### Nad ostrovem Kampa

#### Na 10. pilíři

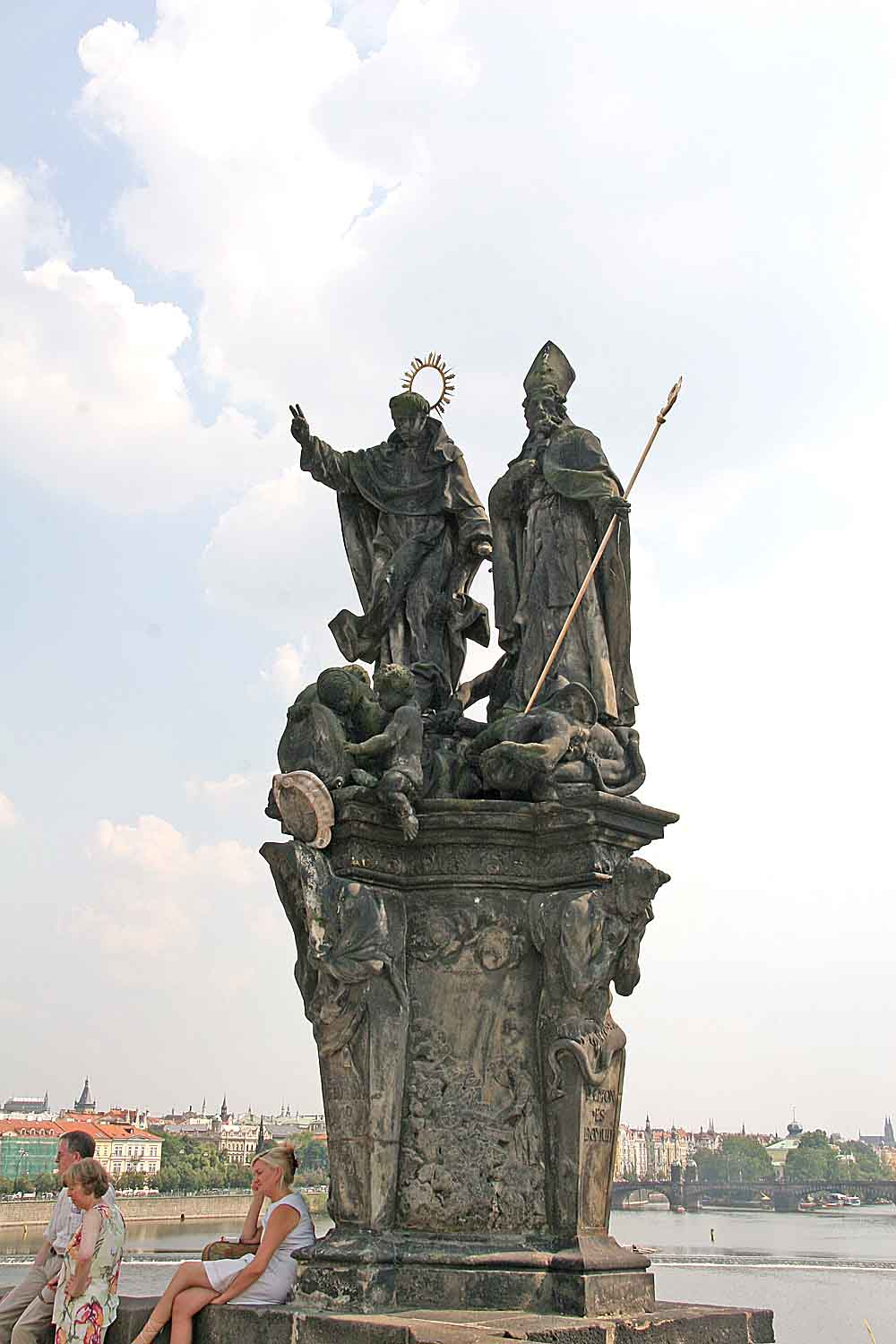
sv. Vincenc Ferrerský a Prokop (další snímky)

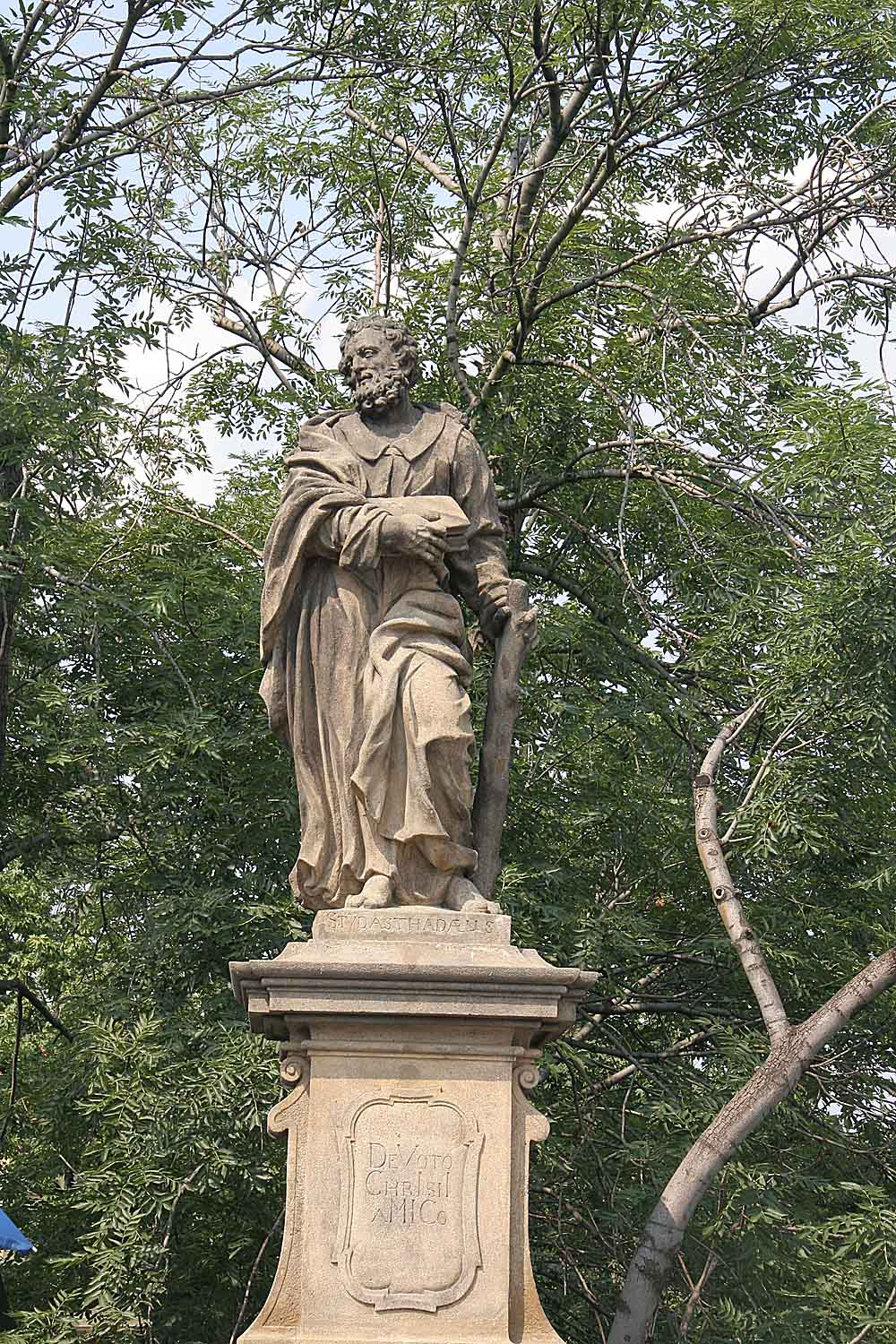
sv. Juda Tadeáš (další snímky)

Sv. Vincenc Ferrerský a sv. Prokop
autor Ferdinand Maxmilián Brokoff, rok 1712, donátor hr. Romedius J. F. Thun na Cholticích; kopie Ivana Hamáčka a Vojtěcha Míči usazena roku 2024, originál uložen v depozitáři GHMP
Toto mistrovské dílo F. M. Brokoffa sdružuje dva rozdílné světce, španělského dominikánského kazatele a českého kněze-poustevníka. Vincent je znázorněn v řádovém rouchu, jak křísí nebožtíka – kostra odklápí víko rakve, na které je latinský nápis Vzkřísil 40 [lidí]. Dále je tu hříšník s důtkami (na římse nápis Obrátil 100 000 hříšníků) a posedlý, jemuž původně z úst odcházel démon-kovový dráček. Vpravo Prokop v biskupském hávu stojí na ďáblovi, kterého přemohl. Mohutný trojboký podstavec má v nárožích polopostavy (hermovky), vlevo muslim s nápisem 8 000 saracénů k víře katolické, vpředu žid: 2 500 židů ke Kristu, mezi nimi reliéf Posledního soudu. Pravý reliéf zobrazuje dle legendy Prokopa, jak oře s čertem zapřaženým do pluhu, a k němu se vztahuje i pravá hermovka ďábla s nápisem Zkrotil 70 démonů.

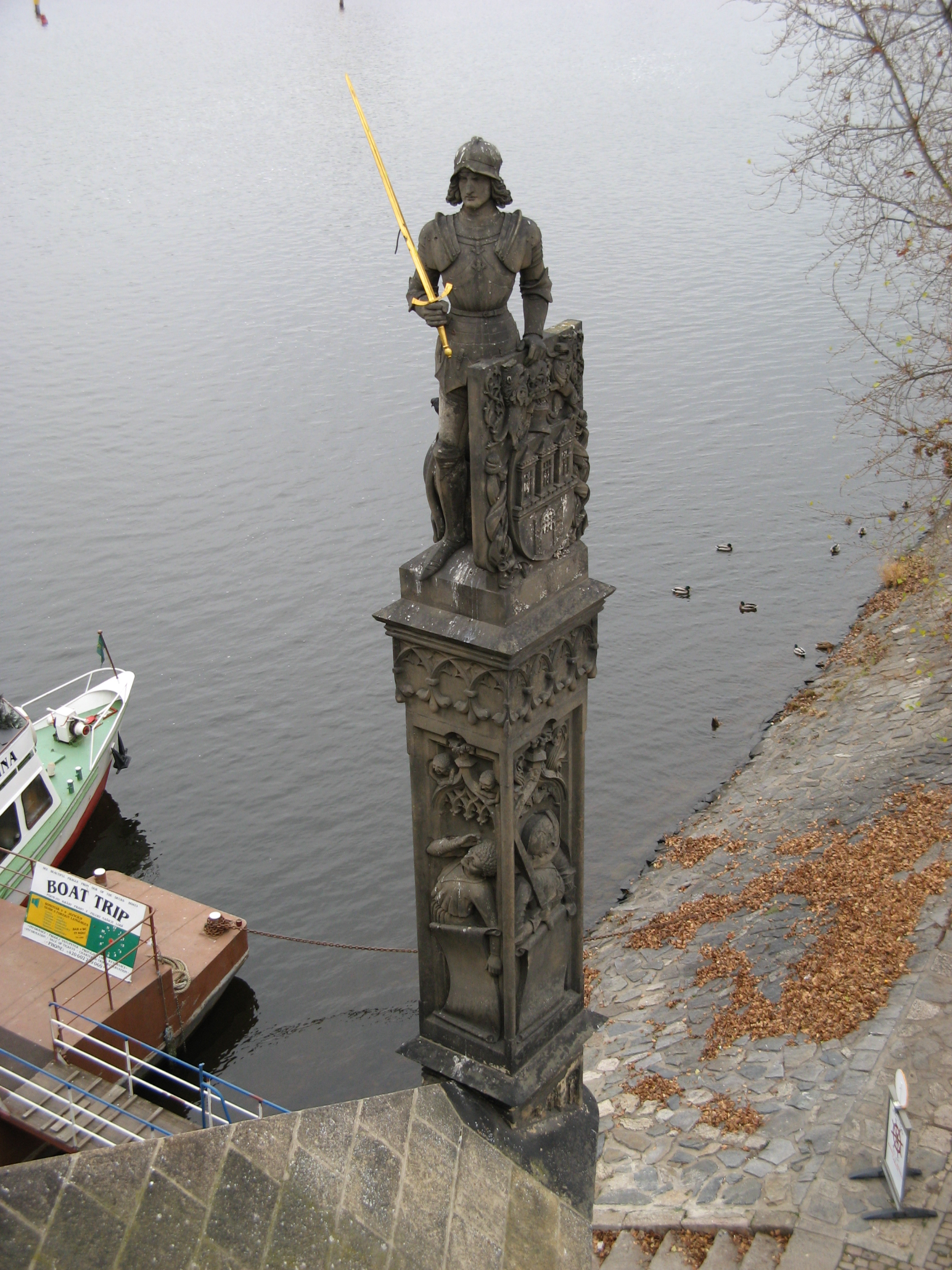
Bruncvík (další snímky)

Bruncvík
autor Ludvík Šimek, rok 1884; původní socha a pilíř kolem 1500, bez horní poloviny Bruncvíkova těla instalována v Lapidáriu
Socha stojí mimo řadu soch, na zhlaví pilíře pod sousoším Vincence a Prokopa. Plastika na vysokém, reliéfně zdobeném podstavci zobrazuje rytíře s taseným mečem, opírajícího se o erb Starého Města získaný po roce 1470 a se lvem u nohou. Autor jej vytvořil částečně podle fragmentu, který zbyl po sestřelení původní sochy za obléhání Švédy roku 1648. Původní socha zde označovala práva Starého Města. V horní části podstavce jsou umístěny kopie kamenických značek, které se údajně vyskytují na mostě. 
Sv. Juda Tadeáš
autor Jan Oldřich Mayer, rok 1708, donátor F. Sezima Mitrovský z Nemyšle
Socha znázorňuje apoštola držícího evangelium (kázal v zemích sousedících s Palestinou) a kyj, kterým ho podle jedné verze legendy pohané zabili.

#### Na 11. pilíři

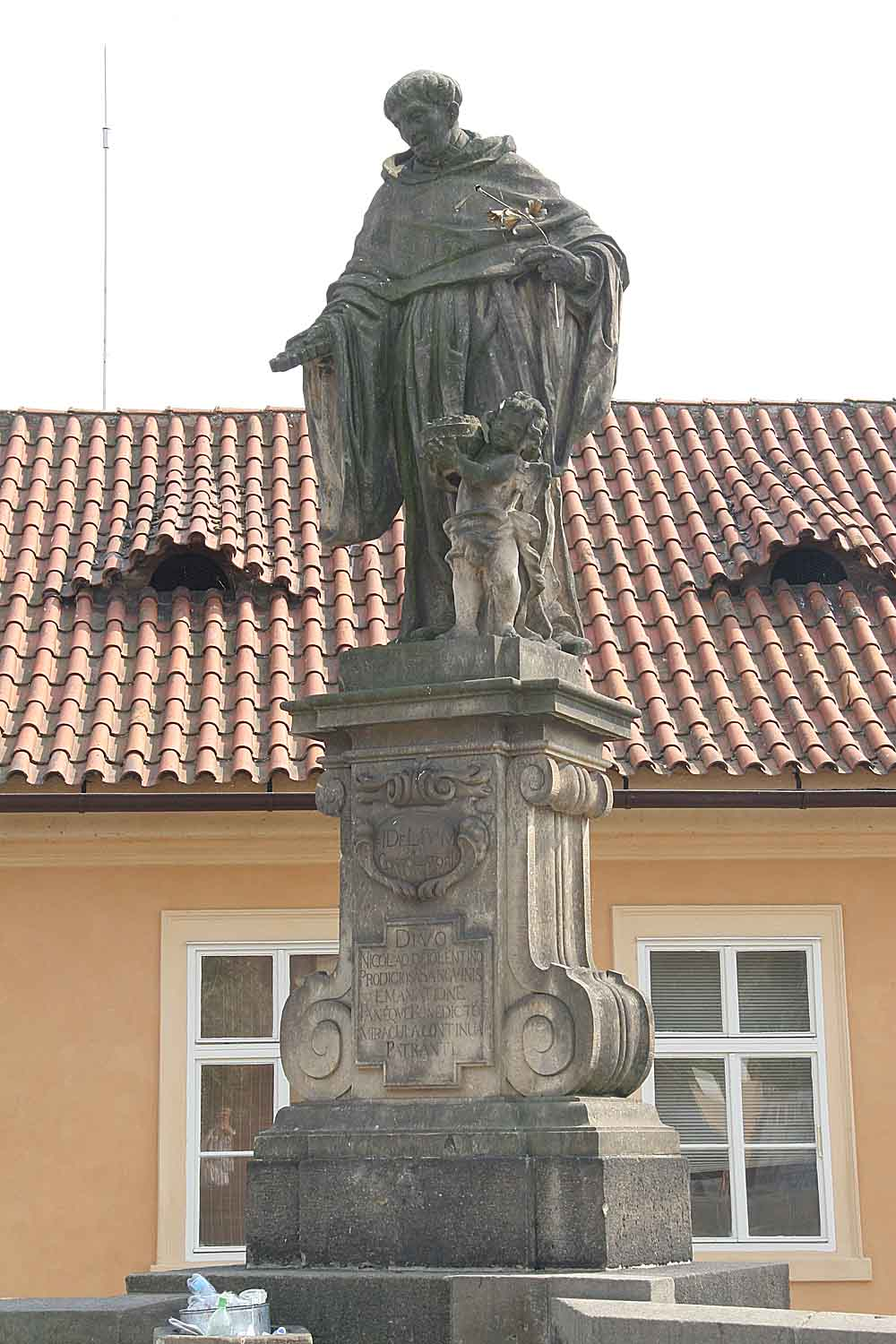
sv. Mikuláš Tolentinský (další snímky)

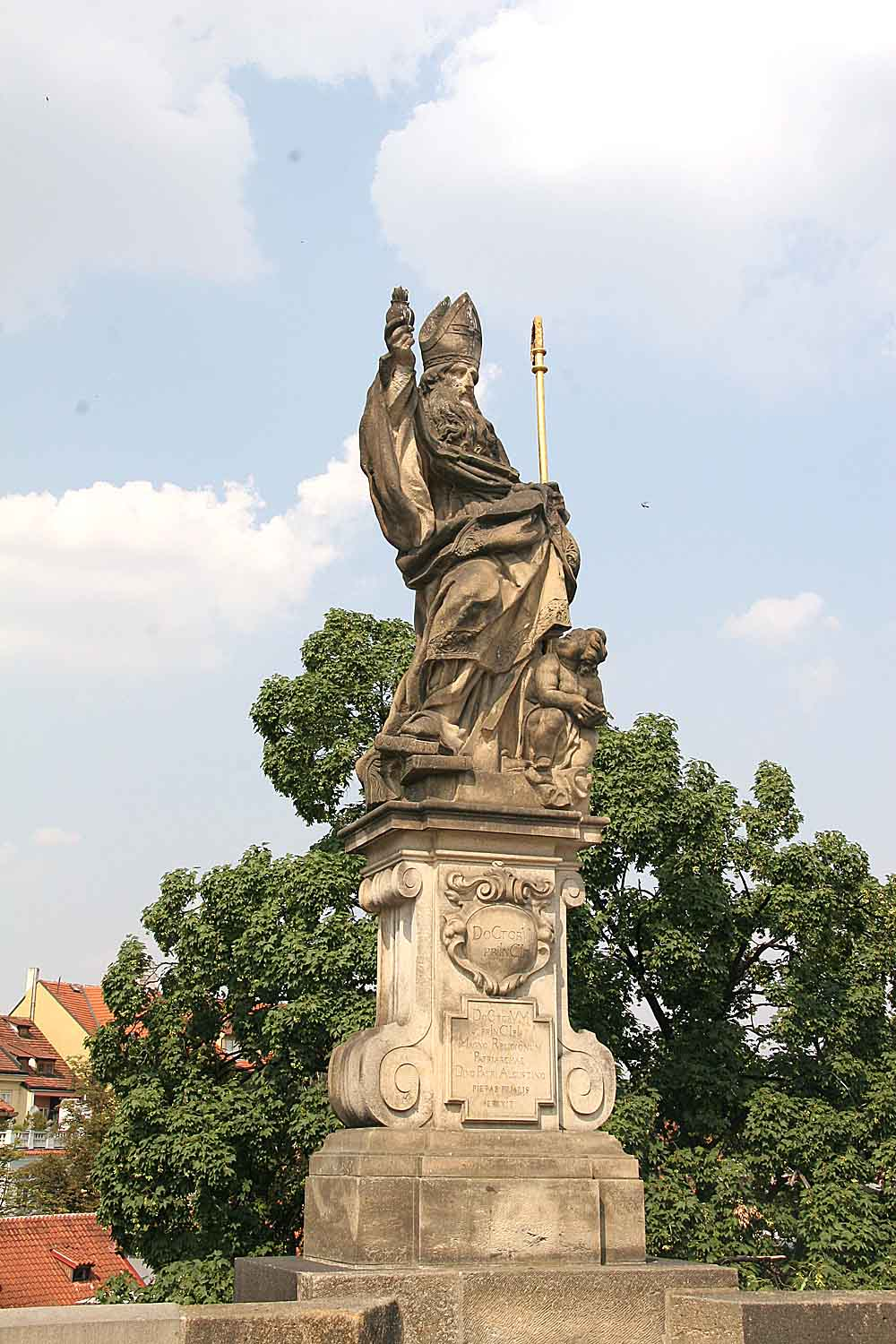
sv. Augustin (další snímky)

Sv. Mikuláš Tolentinský
autor Jeroným Kohl či J. B. Kohl, rok 1708, donátor augustiniáni u sv. Tomáše; kopie J. Jiříkovský, rok 1970, originál v Gorlici
Socha zobrazuje augustiniánkého světce s lilií, podávajícího požehnaný chléb, kterým prý stále činil zázraky (sytil a léčil), jak je vytesáno na podstavci. Další pečivo v košíku drží andílek u jeho nohou. O autorství mezi vědci nepanuje shoda: Někteří uvádějí dodavatele zakázky, starého Jeronýma, autora kašny na II. hradním nádvoří. Jiní uvádějí jako spolupracovníka či přímo autora jeho nevlastního syna Jana Bedřicha, se kterým měl otčím tehdy vážné rozepře.
Sv. Augustin
autor Jeroným Kohl či J. B. Kohl, rok 1708, donátor augustiniáni u sv. Tomáše; kopie J. Dušek, rok 1971, originál v Gorlici
Socha znázorňuje hlavního patrona zadavatelů v biskupském úboru a s oblíbeným planoucím srdcem v ruce, symbolem náboženské horlivosti. Nejproslulejší teolog šlape po knihách kacířů (Manes, Pelagius, Donát), jejichž učení potíral. U nohou dítě s mušlí, kterou dříve přelije moře, než Augustin pochopí záhadu sv. Trojice. Problém autorství je stejný jako u protější sochy.

#### Na 12. pilíři

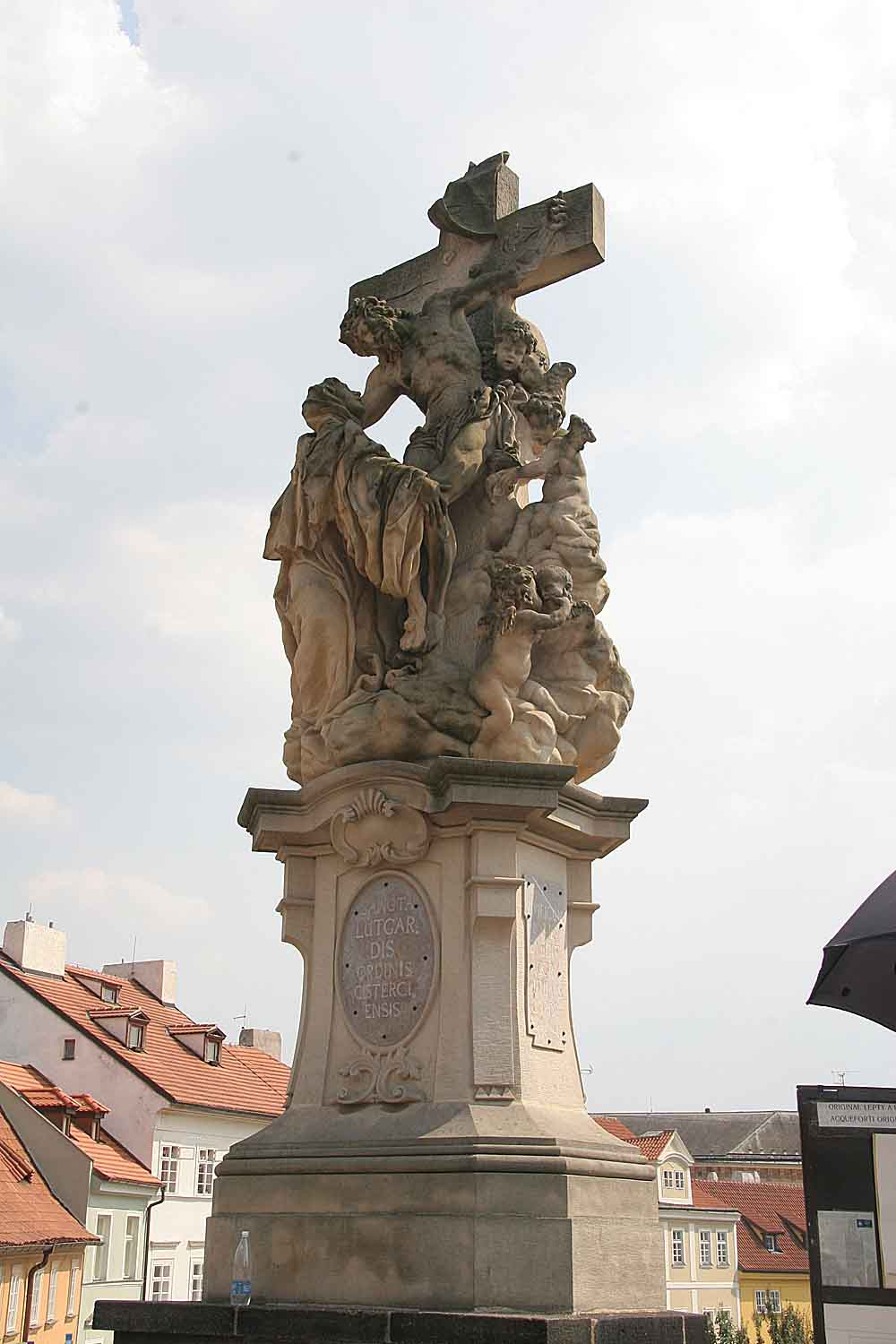
Sen sv. Luitgardy (další snímky)

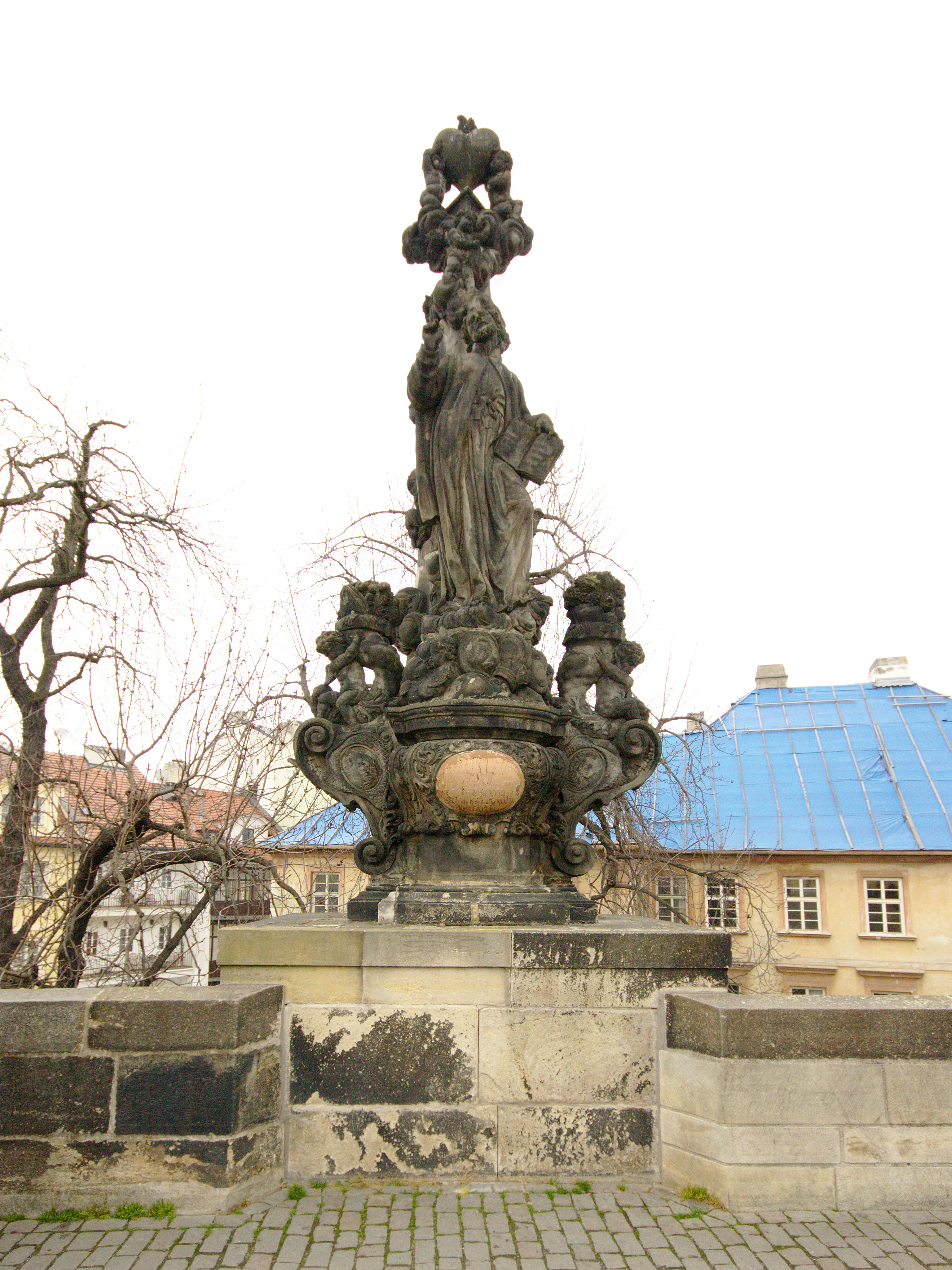
sv. Kajetán (další snímky)

Sv. Luitgarda
autor Matyáš Bernard Braun, rok 1710, donátor plaský opat Evžen Tyttl; kopie B. Rak a J. Novák, rok 1995, originál v Lapidáriu
Sousoší považované za výtvarně nejkvalitnější dílo na mostě zobrazuje vidění slepé vlámské řeholnice sv. Luitgardy. Kristus se k ní sklání z Kříže a jednou rukou ji tiskne, aby se napila z rány v jeho boku. Výjev dnešního diváka těžko osloví svým mystickým smyslem, ale zapůsobí silou výtvarného zpracování. Na rozdíl od ostatních děl na mostě, které dosti divadelně předvádí pózující světce obklopené symboly a výjevy jejich legendárního života, Braunovo sousoší zobrazuje jednu konkrétní intimní scénu hlubokého náboženského prožitku světice. Dokonce i andílci na oblacích zde nejsou, aby nesli různé symboly, ale jen jaksi důvěrně dokreslují nadpozemský charakter výjevu. První Braunovo pražské dílo zhodnocuje jeho italské školení, znalost Michelangela a zejména Berniniho, např. jeho Vidění sv. Terezie. Uvažuje se o předloze od různých malířů (Liška, Willmann, Brandl). Světce s ústy u Kristovy rány zobrazuje i reliéf protějšího, o rok staršího sousoší.
Sv. Kajetán
autor Ferdinand Maxmilián Brokoff, rok 1709, donátor klášter theatinů u kostela v Nerudově ulici
Spoluzakladatel řádu theatinů je zobrazen v taláru a s knihou s lat. nápisem: Hledejte nejdříve království Boží a jeho spravedlnost a ostatní vám bude přidáno, Mt 6, 33 (Kral, ČEP). Na podstavci je pohozená koruna a vypouklý mramorový nápis o věnování, jeho boční volutová křídla nesou andílky přidružující rohy hojnosti (atribut) a reliéfy: Panna Maria mu podává Ježíška a Kristus mu dává okusit sladkosti své krve. Za světcem, od něj oddělený, stojí trojboký (symbol Trojice) obelisk obklopený obláčky a ptáky, kteří se také svěřují do péče Boží a neshromažďují majetek, viz Mt 6, 26 (Kral, ČEP). Na vrcholu obelisku drží dva andílci velké, původně okřídlené hořící srdce, další Kajetánův atribut, symbolizující náboženskou horoucnost.

#### Na 13. pilíři

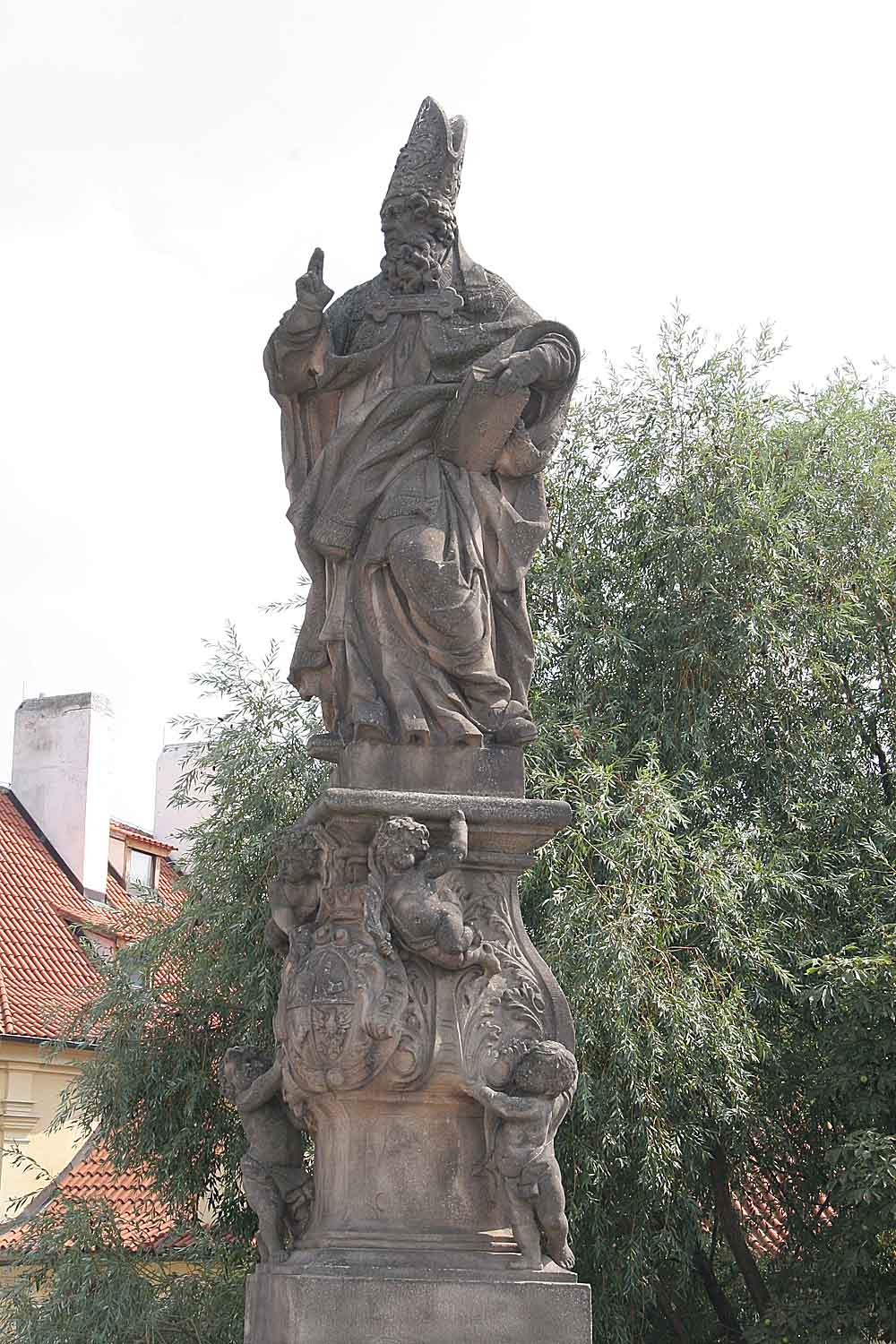
sv. Vojtěch (další snímky)

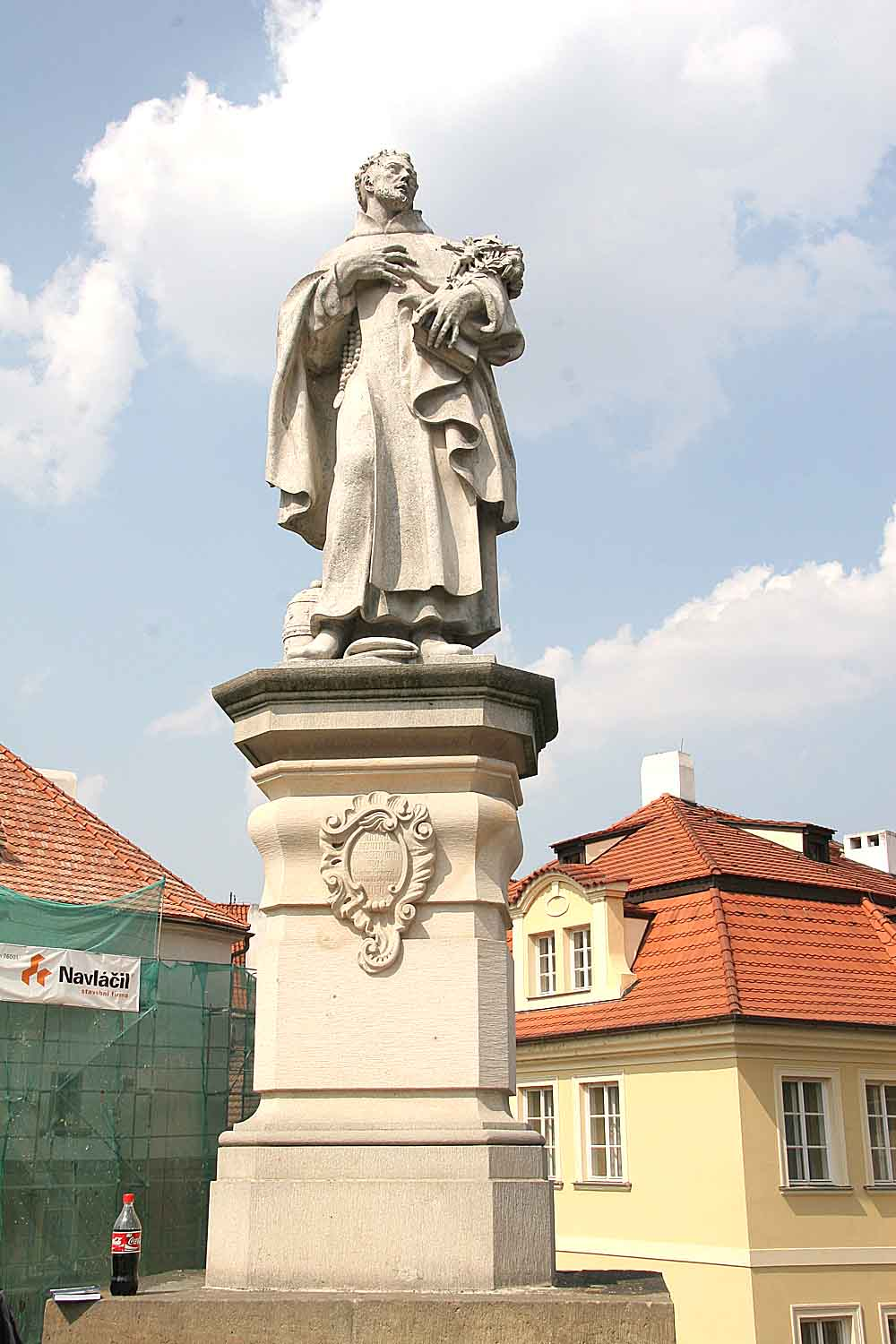
sv. Filip Benicius (další snímky)

Sv. Vojtěch
autor Ferdinand Maxmilián a Michal Jan Josef Brokoff, rok 1709, donátor radní Marek B. Joaninelli; originál v Gorlici, kopie z roku 1973 od Vojtěcha a Karla Hořínků
Druhý pražský biskup je oblečen v biskupském rouchu, v levé ruce drží evangelium, které hlásal v Uhrách a baltským Prusům. Kovová berla a veslo, mučednický atribut, dnes chybějí. Podstavec postavený nakoso se znakem donátora a věnovacím nápisem je doplněn čtyřmi postavičkami putti.
Sv. Filip Benicius
autor Michal Bernard Mandel, rok 1714, donátor řád servitů na Novém Městě u kostela Na Slupi z odkazu Jana Adama kn. Lichtenštejna, mramor; sokl pískovcová kopie z roku 2000
Řádový představený a florentský světec 13. století je zobrazen s krucifixem, ratolestí a knihou, u nohou odložená tiára připomíná jeho odmítnutí papežského úřadu. Servité ji objednali u salcburského sochaře, řádového kolegy a zřejmě pražského rodáka Mandela. Ten ji zhotovil z tamního hrubozrnného světlého mramoru a je proto nejen jediná mramorová socha na mostě, ale vůbec ojedinělá barokní mramorová socha v Čechách. Statický postoj figury předního rakouského sochaře kontrastuje s dramatickým, dynamickým pojetím soudobých plastik pražských umělců. Socha byla v roce 2000 zrestaurována J. Divišem a pískovcová kopie soklu z roku 1854 byla nahrazena novou z pískovce božanovského.

### Nad malostranským břehem

#### Na 14. pilíři

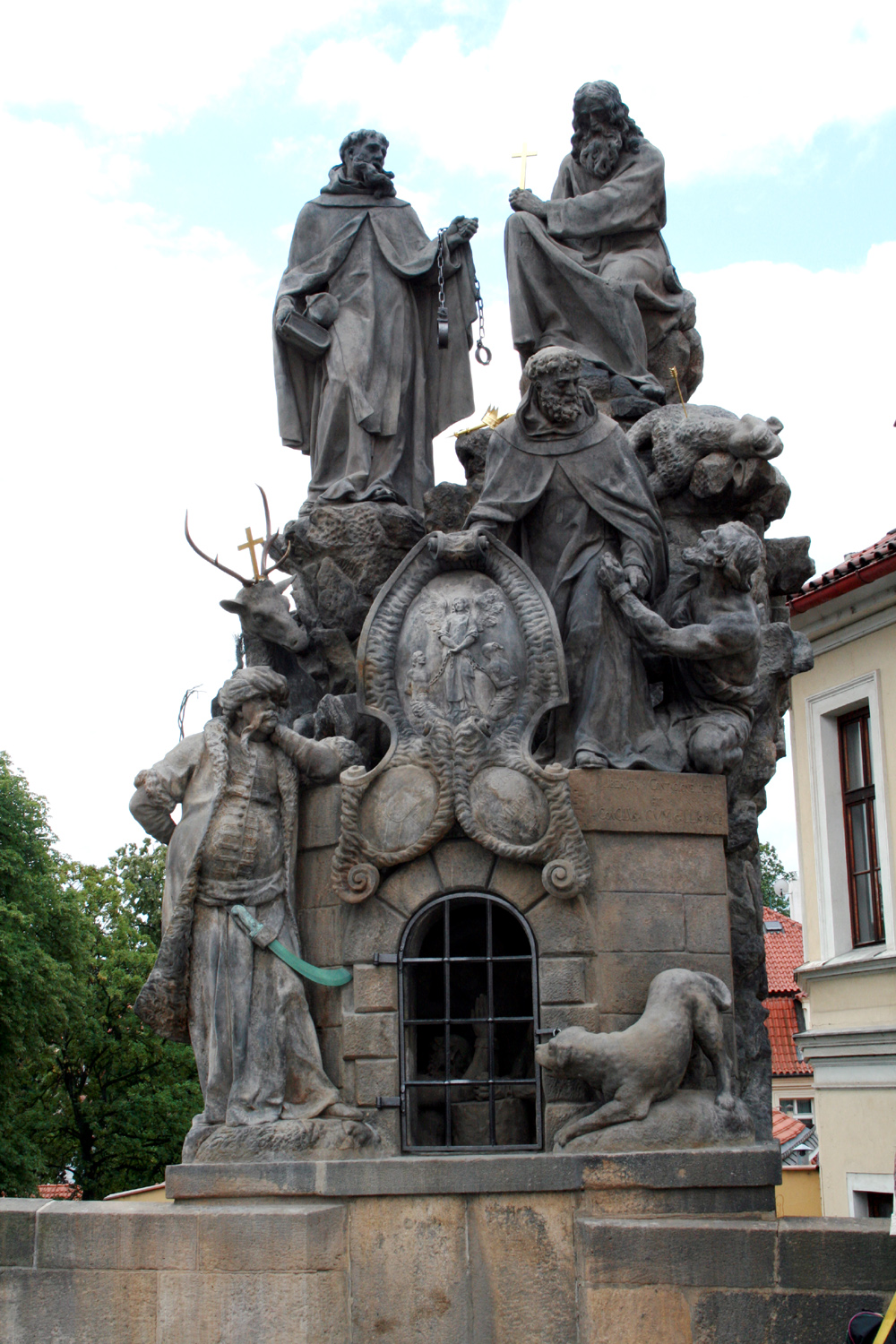
sv. Jan z Mathy, Felix z Valois a Ivan (další snímky)

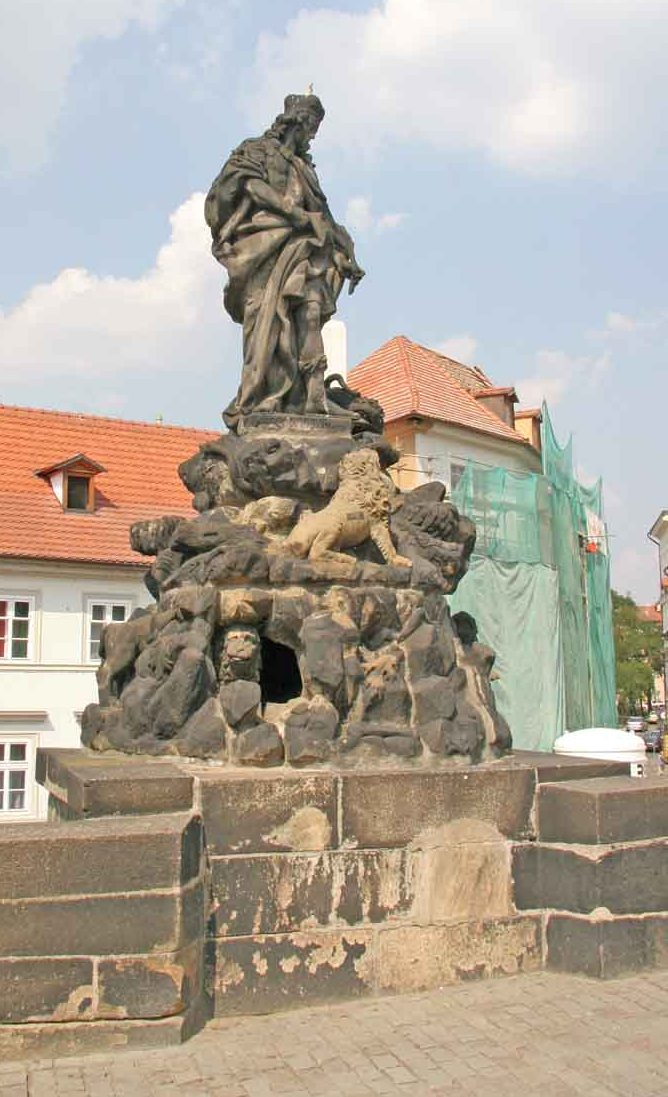
sv. Vít (další snímky)

Sv. Jan z Mathy, Felix z Valois a Ivan
autor Ferdinand Maxmilián Brokoff, rok 1714, donátor klášterecký František Josef Thun
Rozměrné sousoší kombinuje téma zakladatelů řádu trinitářů vykupujících křesťany z muslimského zajetí s domácím poustevníkem Ivanem. Spodní část tvoří kobka s úpícími křesťany, které hlídá pes a charismatický Turek s důtkami (pův. kopím), který má prvky karikatury. Oblíbená figura dala sousoší přezdívku Turek na pražském mostě. Nad vězením je sv. Felix rozvazující pouta vězni a opírající se o rozměrnou kartuš s trinitářským andělem se dvěma otroky, pod ním kartuše donátora (znak a jméno s chronogramem), vpravo děkovný nápis za odvrácení moru a uzavření míru s Francouzi. Vlevo pramen vody a jelen s červeno-modrým křížkem mezi parohy (2011 poškozeno vandalem), jehož zjevení mělo inspirovat světce k založení řádu. Na skále v horní části sv. Jan v pravé ruce s biretem a knihou, v levé s penězi na vykupování zajatců a uvolněnými pouty. Vpravo od něj poustevník Ivan s křížkem a rusky stylizovaným účesem. Pod ním laň zastřelená knížetem Bořivojem, která ho pod skalou živila svým mlékem. Výjev původně vrcholil kovovým Božím okem. Sousoší vystavěno na místě krámce u příležitosti pětistého výročí smrti sv. Jana, zakladatele řádu teprve nedávno uvedeného do Čech ke kostelu ve Spálené ulici.
Svatý Vít
autor Ferdinand Maxmilián Brokoff, rok 1714, donátor Matěj Vojtěch Macht z Löwenmachtu
Socha znázorňuje mladého římského mučedníka, přijatého za českého zemského patrona, jako legionáře s knížecí korunou a mučednickou palmou. Ze skály, na které stojí, vylézají hadi a lvi, kteří mu však dle legendy neublíží, což naznačuje lev lízající mu nohu. Lvi také symbolizují jméno donátora, děkana vyšehradské kapituly.

#### Na 15. pilíři

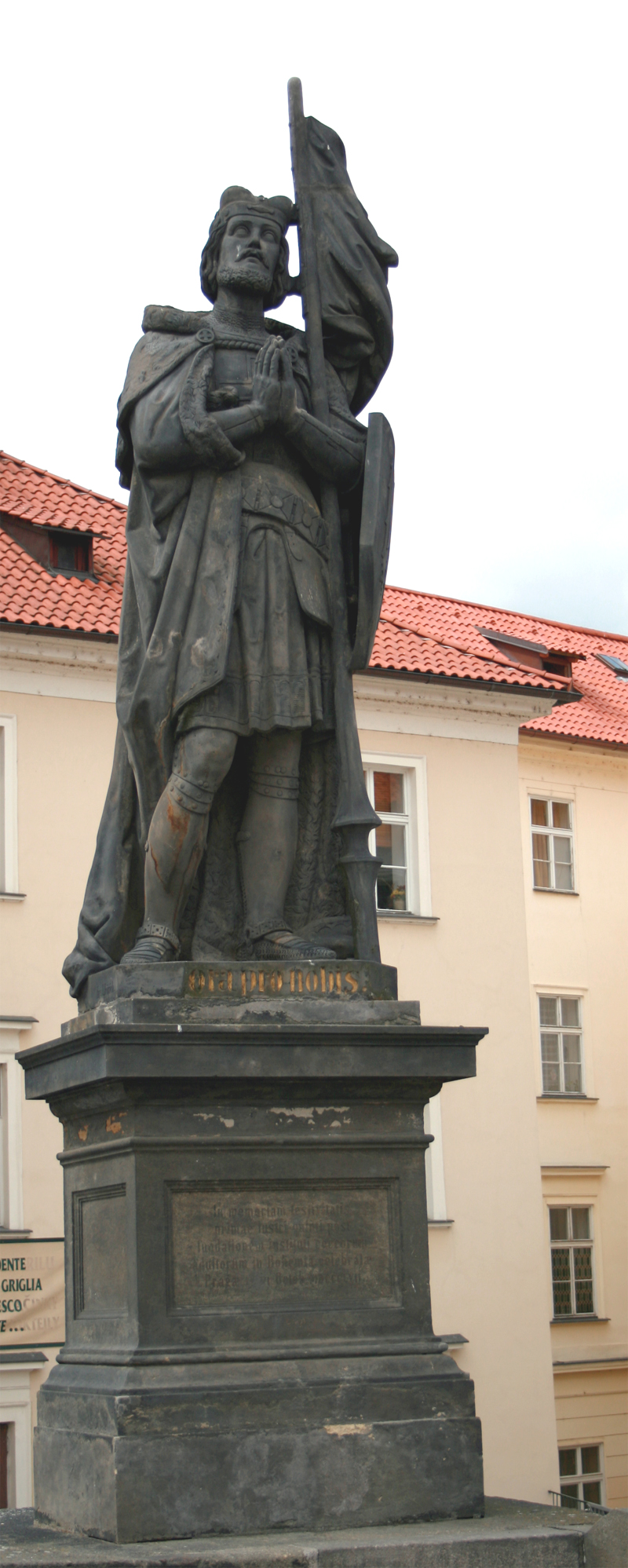
sv. Václav (další snímky)

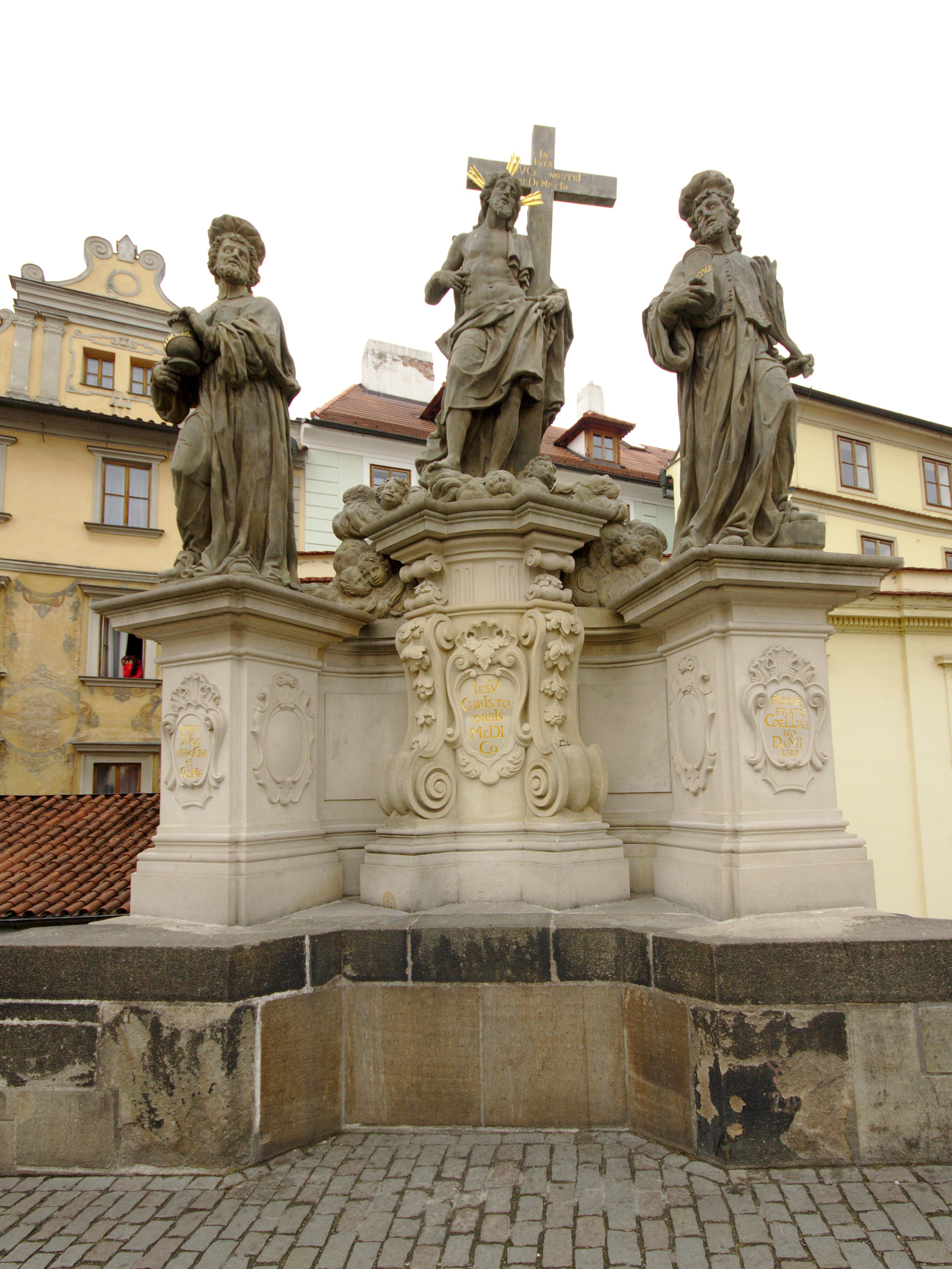
sv. Kosma a Damián se Salvátorem (další snímky)

Sv. Václav
autor Josef Kamil Böhm, rok 1858, donátor Klárův ústav slepců
Socha představuje knížete v rytířském brnění, s praporem a štítem s orlicí, jak se modlí za český národ (Oroduj za nás. na podstavci). O postavení sochy bylo rozhodnuto za vedení Pavla Aloise Klára, syna zakladatele ústavu slepců, při oslavách 25. výročí jeho založení. Návrh nakreslil malíř Josef Führich, socha byla dokončena a osazena následující rok. Původně zde až do roku 1822 bývalo 15 krámků, od sousední sochy až k domku na konci mostu.
Sv. Kosma a Damián se Salvátorem
autor Jan Oldřich Mayer, rok 1709, donátor lékařská fakulta
Uprostřed stojí na oblacích Kristus-spasitel světa s křížem, na něm nápis: V tomto kříži je naše uzdravení. Po stranách jsou patroni lékařství, syrští bratři-lékaři a mučedníci, zobrazení v profesorských biretech, s nádobami na léky a palmovým listem mučednictví. Na soklu (kopie z božanovského pískovce z roku 2011) nápisy: Ježíši Kristu, lékaři světa., vlevo: Mezi světci „Hippokratovi“, Kosmovi., vpravo: A zbožnému bratru, nebeskému „Galénovi“, Damianovi. Všechny nápisy obsahují chronogram 1709. Sousoší bylo restaurováno v letech 2009–2013.

## Sokly

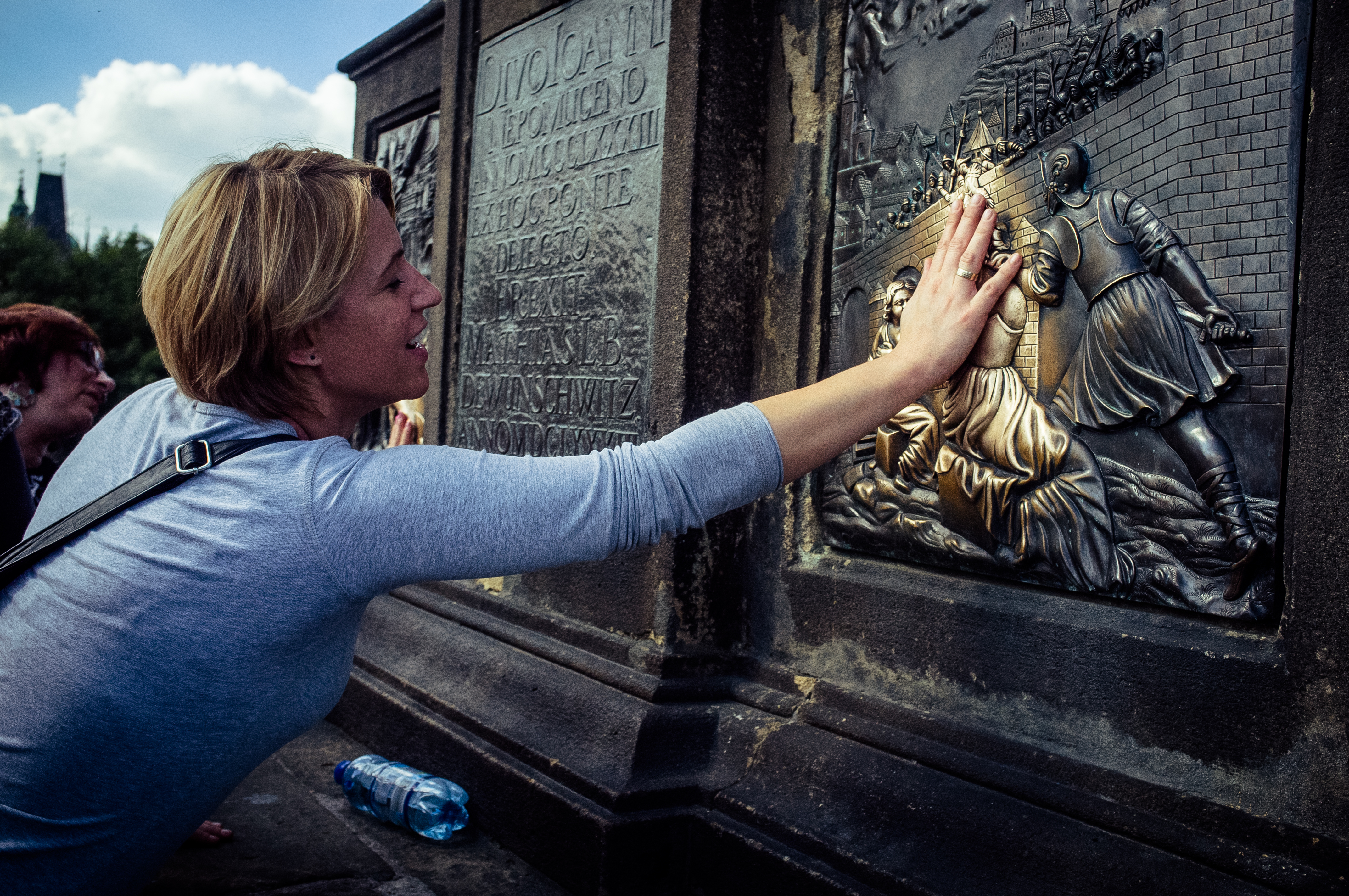
Podstavec Jana Nepomuckého je výjimečný svými bronzovými reliéfy, na které si lidé sahají pro štěstí.

Sokly soch a sousoší jsou pískovcové a vyznačující se svou rozmanitostí. Řada jich má vrcholně barokní architektonické formy s rozvinutým prostorovým uspořádáním a předpokládají se jejich návrhy od předních soudobých architektů, např. se uvažuje o Santinim v případě Luitgardy a Jäcklových mariánských sousoší. Výjimečné propracování soklů, které tvoří sochařskou a obrazovou součást sousoší, rozvinul Ferdinand Maxmilián Brokoff v rámci své samostatnější práce v otcově dílně (po roce 1710). Zlacené nápisy na soklech jsou často vytesané do vsazených mramorových destiček.
Sokly soch z 19. století (pokud nebyly zachovány starší) mají statičtější historizující formy. Sousoší Cyrila a Metoděje, jediné moderní na mostě, vyrůstá z beztvarého bloku kamene.